# Landivisiau
Landivisiau [lɑ̃divizjo] est une commune du département du Finistère, dans la région Bretagne, en France.
Située dans le nord du département, la ville est la capitale historique du cheval breton (foire aux chevaux annuelle).

## Géographie

### Situation
Landivisiau se trouve en bordure sud du plateau de Léon, juste au nord de la vallée de l'Élorn, fleuve côtier venant des monts d'Arrée et qui se jette, après avoir traversé Landerneau, dans la rade de Brest ; son tracé sert de limite communale avec Loc-Eguiner et forme un coude juste à la limite sud de la commune (l'Élorn coule sud-nord en amont de Landivisiau, est-ouest en aval), où ce cours d'eau reçoit un affluent de rive droite, le Quillivaron, qui sépare Landivisiau de Lampaul-Guimiliau et, plus à l'est, de Guiclan ; à l'ouest le ruisseau de Kerfeunteniou, un autre affluent de rive droite de l'Élorn qui se jette dans celui-ci en aval de Landivisiau, sert de limite communale avec Bodilis ; au nord la limite de la commune avec Plougourvest, son ancienne paroisse-mère, est totalement artificielle, ne s'appuyant sur aucun fait naturel.
Les altitudes s'échelonnent entre 115 mètres (sur le plateau du Léon, au nord du finage communal) et 35 mètres (au niveau du Moulin Neuf, là où l'Élorn quitte le territoire communal).
Landivisiau possède un bois, le bois de Coatmeur, situé à l'est de la ville, sur une butte formée par la presqu'île de confluence entre le Quillivaron et un de ses affluents.
Landivisiau fait partie de la Communauté de communes du Pays de Landivisiau et traditionnellement du Pays Chelgen. L'Aire urbaine de Landivisiau regroupe, outre Landivisiau, les communes de Lampaul-Guimiliau et Guimiliau.

### Communes limitrophes
| - OpenStreetMap Limite communale. |

| Bodilis     | Plougourvest      | Plouvorn          |
| Bodilis     | Landivisiau       | Guiclan           |
| Loc-Eguiner | Lampaul-Guimiliau | Lampaul-Guimiliau |

### Transports
Landivisiau est en bordure de la voie express RN 12, à 40 kilomètres de Brest et 100 kilomètres de Saint-Brieuc ; la ville est desservie par deux échangeurs, l'un à l'ouest, l'autre à l'est de la ville, qui ont facilité l'essor de la zone artisanale et industrielle du Vern, située au nord de la voie express. Antérieurement, le tracé de l'ancienne RN 12 passait en plein cœur de la ville de Landivisiau.
Landivisiau est aussi desservie par une gare (excentrée au sud de la ville car le tracé de la voie ferrée emprunte la vallée de l'Élorn) située sur la Ligne de Paris-Montparnasse à Brest, où s'arrêtaient par le passé certains trains express, et qui a suscité la création de la zone industrielle du Fromeur. Désormais, cette gare n'est plus desservie que par des TER, les TGV Atlantique ne s'y arrêtant pas. Landivisiau fut aussi entre 1912 et 1946 un carrefour ferroviaire, la ligne ferroviaire à voie métrique exploitée initialement par les Chemins de fer armoricains allant de Plouescat à Rosporden, et exploitée à partir de 1921 par les Chemins de fer départementaux du Finistère y croisant celle des Chemins de fer de l'Ouest, c'est-à-dire la ligne ferroviaire actuelle.

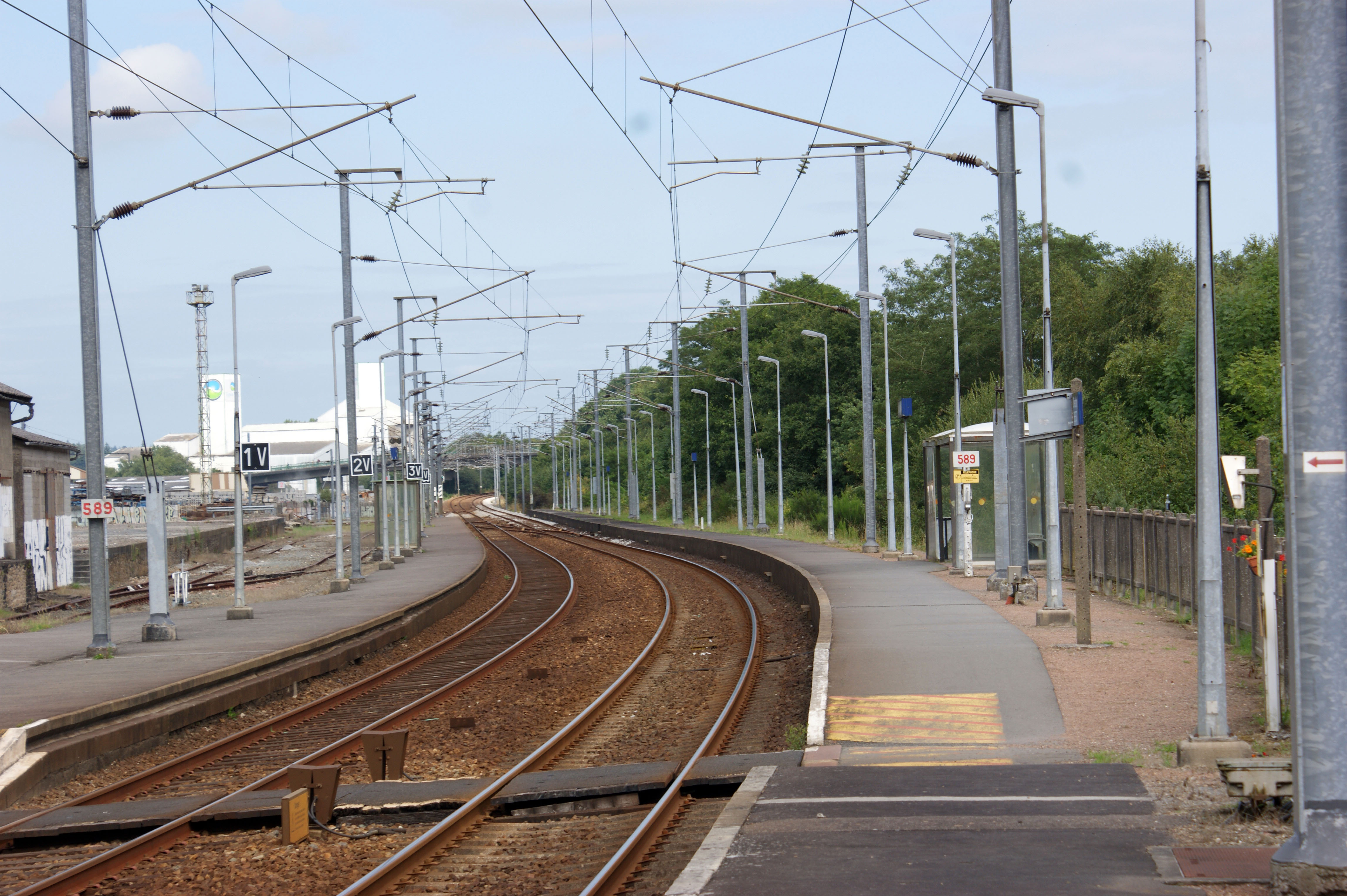
La gare de Landivisiau

L'aéroport de Brest-Bretagne est l'aéroport commercial le plus proche de Landivisiau, la Base d'aéronautique navale de Landivisiau étant exclusivement militaire.

### Hydrographie
Pour un article plus général, voir Réseau hydrographique du Finistère.
La commune est située dans le bassin Loire-Bretagne. Elle est drainée par l'Élorn, le ruisseau le Quillivaron et divers autres petits cours d'eau,.
L'Élorn, d'une longueur de 56 km, prend sa source dans la commune de Sizun et se jette  dans la rade de Brest entre les communes de Plougastel-Daoulas et de Le Relecq-Kerhuon, après avoir traversé 14 communes. 
Le Quillivaron, d'une longueur de 12 km, prend sa source dans la commune de Saint-Sauveur et se jette  dans l'Élorn à Loc-Eguiner, après avoir traversé six communes. 

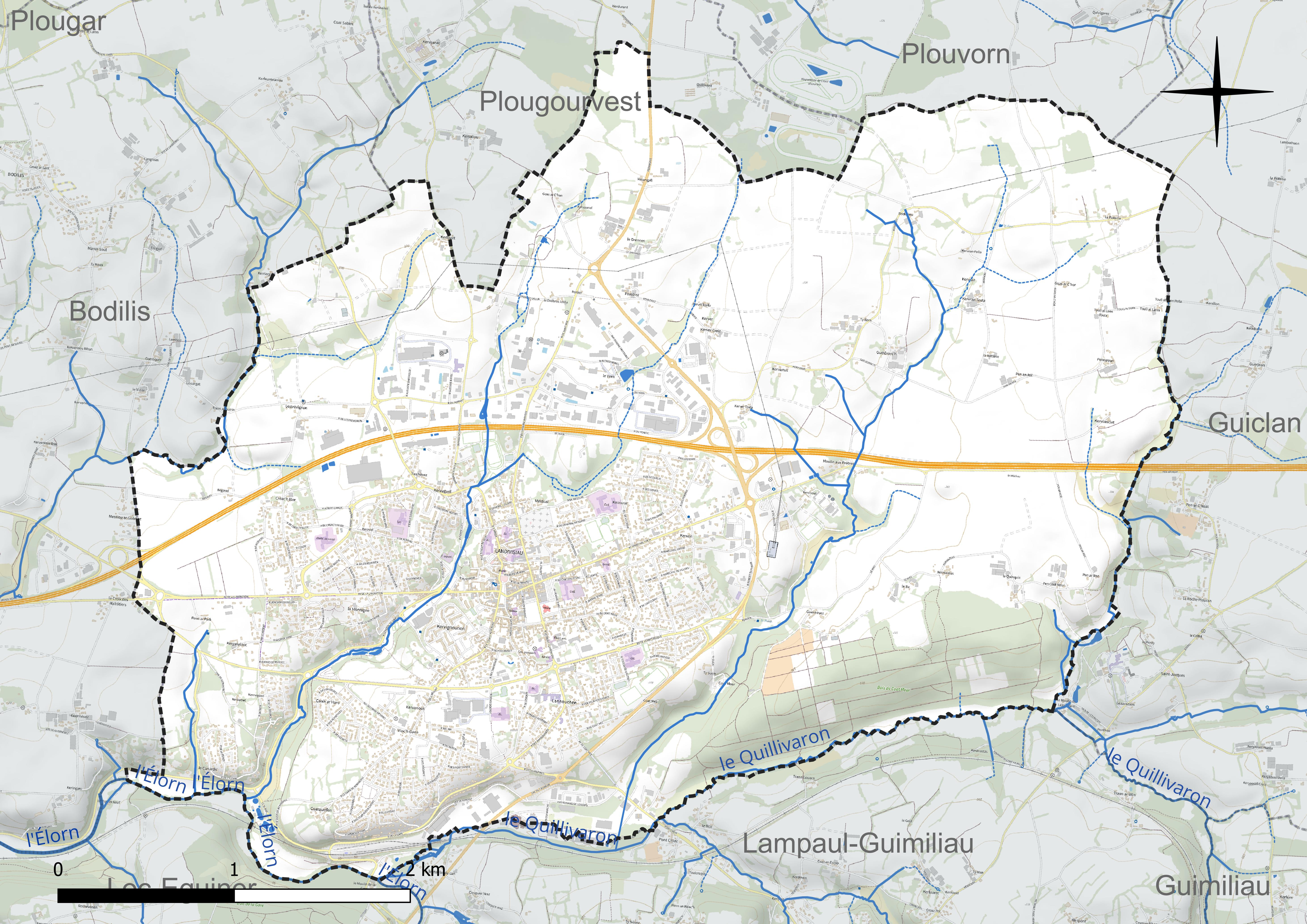
Réseau hydrographique de Landivisiau.

### Climat
Pour des articles plus généraux, voir Climat de la Bretagne et Climat du Finistère.
En 2010, le climat de la commune est de type climat océanique franc, selon une étude du CNRS s'appuyant sur une série de données couvrant la période 1971-2000. En 2020, Météo-France publie une typologie des climats de la France métropolitaine dans laquelle la commune est exposée à un climat océanique et est dans la région climatique  Finistère nord, caractérisée par une pluviométrie élevée, des températures douces en hiver (6 °C), fraîches en été et des vents forts. Parallèlement l'observatoire de l'environnement en Bretagne publie en 2020 un zonage climatique de la région Bretagne, s'appuyant sur des données de Météo-France de 2009. La commune est, selon ce zonage, dans la zone « Monts d'Arrée », avec des hivers froids, peu de chaleurs et de fortes pluies.  
Pour la période 1971-2000, la température annuelle moyenne est de 11,3 °C, avec  une amplitude thermique annuelle de 10,2 °C. Le cumul annuel moyen de précipitations est de 1 004 mm, avec 16,3 jours de précipitations en janvier et 7,7 jours en juillet. Pour la période 1991-2020, la température moyenne annuelle observée sur la station météorologique la plus proche, située sur la commune de Saint-Servais à 6 km à vol d'oiseau, est de 11,6 °C et le cumul annuel moyen de précipitations est de 1 160,4 mm,. Pour l'avenir, les paramètres climatiques de la commune estimés pour 2050 selon différents scénarios d'émission de gaz à effet de serre sont consultables sur un site dédié publié par Météo-France en novembre 2022.

## Urbanisme

### Typologie
Au 1er janvier 2024, Landivisiau est catégorisée petite ville, selon la nouvelle grille communale de densité à 7 niveaux définie par l'Insee en 2022.
Elle appartient à l'unité urbaine de Landivisiau, une agglomération intra-départementale dont elle est ville-centre,. Par ailleurs la commune fait partie de l'aire d'attraction de Landivisiau, dont elle est la commune-centre,. Cette aire, qui regroupe 12 communes, est catégorisée dans les aires de moins de 50 000 habitants,.

### Occupation des sols
L'occupation des sols de la commune, telle qu'elle ressort de la base de données européenne d'occupation biophysique des sols Corine Land Cover (CLC), est marquée par l'importance des territoires agricoles (56 % en 2018), en diminution par rapport à 1990 (62,4 %). La répartition détaillée en 2018 est la suivante : 
terres arables (28,7 %), zones agricoles hétérogènes (23,4 %), zones urbanisées (22,5 %), zones industrielles ou commerciales et réseaux de communication (14,4 %), forêts (7 %), prairies (3,9 %). L'évolution de l'occupation des sols de la commune et de ses infrastructures peut être observée sur les différentes représentations cartographiques du territoire : la carte de Cassini (XVIIIe siècle), la carte d'état-major (1820-1866) et les cartes ou photos aériennes de l'IGN pour la période actuelle (1950 à aujourd'hui).

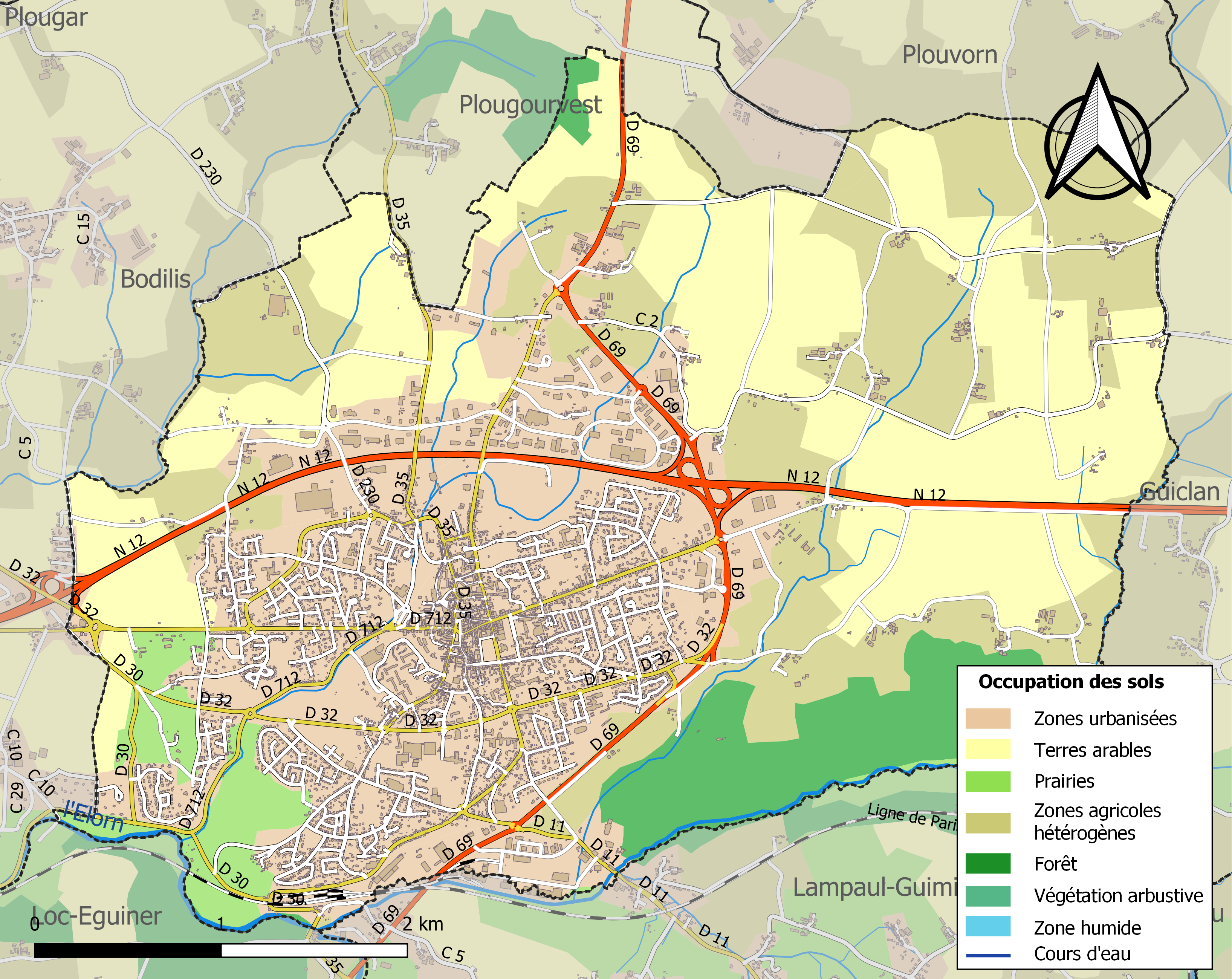
Carte des infrastructures et de l'occupation des sols de la commune en 2018 (CLC).

## Toponymie
Le nom de la localité est attesté sous les formes Landeviziau en 1232, Landiviziau en 1309.
Landivisiau vient du breton lann qui signifie « ermitage » et de saint Thivisiau qui est à l'origine du patronyme de Gwisiau (Vizio).
En breton, Landivisiau est orthographié Landivizio.

## Histoire

### Origines
Son origine provient de cet établissement monastique datant du Haut Moyen Âge et jusqu'à la Révolution française, Landivisiau resta une simple trève dépendante de la paroisse de Plougourvest.

### Dates clés

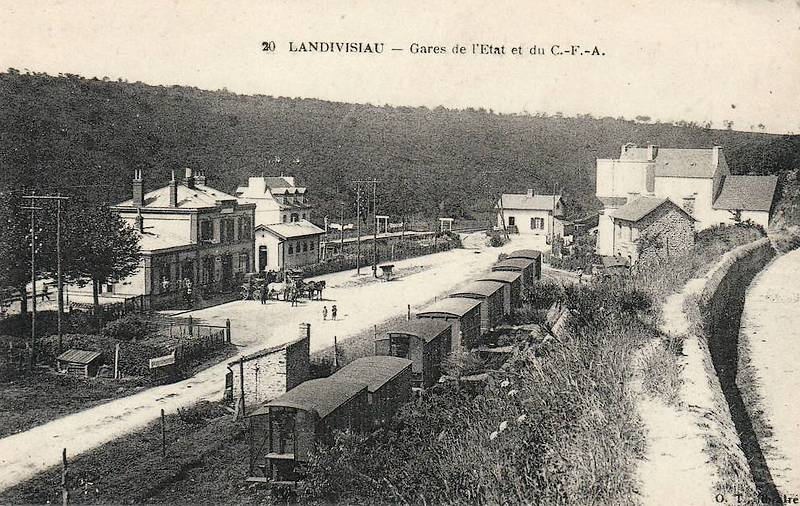
Gare de Landivisiau, en 1905.

- 1292 : apparition du nom Landeviziau.
- 1309 : changement de nom pour Landivisiau.
- 1497 : construction de la chapelle Saint-Guénal.
- 1590 : début de la construction du clocher de l'église.
- Entre 1610 et 1620 : construction de la chapelle Sainte-Anne.
- 1856 : transfert de la chapelle Sainte-Anne dans le cimetière.
- 1875 : construction de la chapelle Notre-Dame-de-Lourdes.
- 1958 : destruction des anciennes halles.
- 1960 : construction des nouvelles halles.
- 1963-1965 : construction de la base aéronavale de Landivisiau.
- 1982 : inauguration de la nouvelle mairie.
- 2007-2008 : construction de la nouvelle caserne des pompiers.
- 2007 : inauguration de la nouvelle piscine.

### Préhistoire et Antiquité
Deux chambres sépulcrales contenant des traces de crémation ainsi que quelques objets archéologiques furent découverts en 1888 sous un dolmen situé dans un tumulus situé à Ker-huella par Paul du Châtellier.
La voie romaine allant de Morlaix à Brest suivait de très près le tracé emprunté par la suite par l'ancienne route nationale 12, passant donc par Saint-Thégonnec, Landivisiau, La Roche-Maurice et Landerneau.

### Moyen Âge
La châtellenie de Daoudour (mot breton signifiant en français "Deux-Eaux") s'étendait entre le haut cours de l'Élorn et la rivière de Morlaix.
La seigneurie de Coëtmeur appartenait au XIIIe siècle à Yvon de Coëtmeur, seigneur du dit lieu et de Daoudour (ces deux lieux étant alors dans la paroisse de Plougourvest) et aussi seigneur de Kermilin en Tréflaouénan et de Lescoat en Plouguin. Au XIVe siècle, elle appartint à la maison de Tournemine. Le Chevalier de Fréminville écrit en 1844 qu' « on voyait naguère, dans l'église de Landivisiau, le tombeau d'un chevalier armé, François de Tournemine, seigneur de Coëtmeur, Kermilin et Lescoët. On l'a entièrement détruit ». Le château du Daoudour est vendu à François de Tournemine en 1550 par la vicomtesse de Rohan.
La juridiction de Daoudour et Coëtmeur, une des quatre juridictions du Léon, s'exerçait à Landivisiau, mais la localité resta une simple trève de Plougourvest jusqu'en 1792. Mais Landivisiau, mieux située sur l'axe Brest-Morlaix et dans la vallée de l'Élorn, qui fournissait de l'énergie aux moulins, a tôt dépassé sa paroisse-mère, dès la fin du Moyen Âge. Devenue capitale économique et administrative (un subdélégué y était installé) du pays chulod, Landivisiau avait deux fois plus d'habitants que Plougourvest dès 1700, quatre fois plus vers 1900, six fois plus vers 1960 et huit fois plus au début du XXIe siècle.
La foire Saint-Mathieu de Landivisiau a été créée initialement en 1429 en pleine campagne à Coatsabiec, alors en Plougourvest (désormais en Bodilis). Ne trouvant pas à se loger dans les environs, les marchands passaient la nuit sur place, brûlant du bois pour se réchauffer. À la suite d'un incident survenu en 1768 (la foule tua un exempt [un policier] et blessa deux gendarmes qui voulaient arrêter un mendiant), la foire fut transférée à Landivisiau.

### Époque moderne

#### L'essor de l'activité toilière
Située au cœur du pays de l'industrie de la toile, Landivisiau s'enrichit considérablement aux XVIe et XVIIe siècles, ce qui provoque aussi la croissance de l'agglomération : comme certains dimanches, la moitié des fidèles ne pouvaient entrer dans l'église pour la grand-messe, celle-ci est reconstruite entre 1554 et 1590 (une inscription sur le portail indique la date de 1566 et le clocher date de 1590 ; il porte l'inscription en lettres capitales romaines : "LE : 14 : OCTOBRE FUT COMENCE CETE (TOUR) 1590"). Vers 1660, il y avait, sans compter les diacres et les sous-diacres, 14 prêtres dans la paroisse de Landivisiau
Une école des filles est attestée à Landivisiau à la fin du XVIe siècle.

#### La seigneurie de Coëtmeur et la châtellenie du Daoudour
La seigneurie de Coëtmeur, qui comprenait les terres de Coëtmeur, de Daoudour (l'ancien château du Daoudour se trouvait dans l'actuelle ville de Landivisiau, la "rue du Vieux-Château" en perpétuant le souvenir) situé en Landivisiau et Guicourvest et celle de Kermilin (en Tréflaouénan) appartint à la maison de Tournemine depuis Geofroy Tournemine et ses héritiers, successivement son fils Jean Tournemine et son petit-fils Alain Tournemine ; le fils de ce dernier François de Tournemine et son épouse, Renée de Saint-Amadour, fondent une chapellenie dans l'église de Landivisiau, dans laquelle ils furent par la suite enterrés ; leur fils, Jacques de Tournemine, est tué en duel le 15 avril 1584 à Rennes.Pendant les Guerres de la Ligue, le duc de Mercœur confisqua la terre de Coëtmeur et fit détruire le château.
La seigneurie passe alors par mariages successifs d'héritières dans la famille de l'Isle-Marivaux, puis dans celle du Vieux-Pont-Neubourg, sans postérité. La maison de Rieux la posséda jusqu'en 1702 (René de Rieux en est propriétaire en 1596), date où elle fut acquise par Noël Danycan ; ses successeurs en restèrent propriétaires pendant deux générations. Louis II de Rohan-Chabot l'acquit et donna cette seigneurie à sa fille Charlotte de Rohan-Chabot qui avait épousé en 1739 dom Fernando Nuguez de Los Rios, grand d'Espagne, ambassadeur à Paris ; ces seigneurs espagnols possédaient encore ces terres en 1800, date à laquelle le Premier Consul mit ces terres sous séquestre pour punir leur propriétaire, Carlos José Gutierrez de Los Rios, petit-fils de Charlotte de Rohan-Chabot, de son attachement à Charles IV d'Espagne.
Au XVIIe siècle, la châtellenie de Daoudour (qui avait appartenu avant sa scission à François III de Kergroadès, époux de Gilette de Quélen) est subdivisée en deux juridictions : celle de "Daoudour-Landivisiau", dite aussi "Daoudour-Coëtmeur", qui avait son siège à Landivisiau (elle appartenait en 1683 à Alexandre de Rieux (1620-1695), marquis de Sourdéac, Ouessant, etc., petit-fils de René de Rieux (1548-1628)) et comprenait Plouvorn et ses trèves de Mespaul et Sainte-Catherine, Plougourvest et sa trève de Landivisiau, Guiclan, Saint-Thégonnec, Guimiliau, Lampaul-Bodénès, Pleyber-Christ, Commana et sa trève de Saint-Sauveur, Plounéour-Ménez et pour partie Plouénan ; et celle de "Daoudour-Penzé", qui avait son siège à Penzé et comprenait Taulé et ses trèves de Callot, Carantec, Henvic et Penzé, Locquénolé, Saint-Martin-des-Champs et sa trève de Sainte-Sève. Un aveu de 1683 évoque « le vieux château de Daoudour (...), ledit château à présent ruiné, situé près de la ville de Landivisiau, paroisse de Guicourvest ; sur les fossés, douves et issues duquel château  a été bâti des logements et jardinages appartenant au seigneur avouant, tant en fief que domaine, à présent nommé le terroir du Vieux Châtel ». Le même aveu mentionne aussi dans cette même trève de Landivisiau, mais à quelque distance de la ville, « le château et manoir de Couatmeur [Coëtmeur], avec ses douves, issues, appartenances et dépendances tout autour, étant ledit château à présent ruiné, plus le moulin de Coëtmeur, le bois de Coëtmeur, etc. ».

#### Les autres châteaux et manoirs
Le château du Mur, disparu, fut possédé aussi par François de Tournemine, puis son fils Jacques et ensuite par successivement par les familles de Rieux et de Rohan-Chabot. Deux autres manoirs au moins, disparus eux aussi, existaient : le manoir de Penanru et celui de Kervoadec.

#### Landivisiau dans la seconde moitié duXVIIIesiècle
Guy Abgrall (1731-1778) est « maire » de Landivisiau en 1764. Son inventaire après décès du 07/01/1778 donne 5 847 livres (550 livres agricoles et 4 521 livres textiles). Voir article paru dans la revue française d'apiculture en janvier 1979.
En 1770, Guiclan est la paroisse la plus riche du Haut-Léon central : les habitants paient en tout 2590 livres de capitation (pour 3 100 habitants), devançant Plouvorn : 2 524 livres (pour 3 600 habitants), Landivisiau : 1 564 livres (pour 2 400 habitants) et Bodilis : 1 208 livres (pour 2 000 habitants).
Jean-Baptiste Ogée décrit ainsi Landivisiau en 1778 :

« Landivisiau, petite ville sans clôture, sur la route de Morlaix à Brest, à 4 lieues deux-tiers au sud-sud-ouest de Saint-Pol-de-Léon, son évêché, à 40 lieues ½ de Rennes et à 3 lieues ½ de Lesneven, sa subdélégation. Cette ville, où l'on compte 2 400 communiants relève du roi et ressortit au siège royal de Lesneven. Il s'y tient un marché par semaine et sept foires par chaque année. Landivisiau est trève de Guicourvestz. (...). Les maisons nobles sont : Barach, Coëtmeur, Trouzilit, Parcou et Roziliez (...). Daoudour, comté de Coëtmeur, haute-justice, appartient à M. le duc de Rohan-Chabot. Ce territoire, coupé de ruisseaux qui coulent dans les vallons, renferme des terres d'assez bonne qualité, et des landes dont le sol est absolument stérile. La forêt de Coëtmeur, qui peut avoir trois lieues de circuit, est en partie dans cette paroisse »

Plusieurs landivisiens ont participé à la Guerre d'indépendance américaine dans l'escadre du comte d'Estaing ; parmi eux Jean-Marie Prigent, mort à bord le 25 décembre 1779, Jean Le Gac, Hervé Le Viader et Guillaume Le Jeune, qui furent blessés lors de combats

### La Révolution française
Un livre d'Isabelle Bras décrit Landivisiau pendant la Révolution française. L'année 1789-1790 y fut particulièrement agitée.
Guy Le Guen de Kerangal, né le 27 mars 1746 à Landivisiau, ville où il était marchand de toiles, fut élu député par la sénéchaussée de Lesneven aux États généraux de 1789 et fut le premier, lors de la nuit du 4 août 1789, à demander l'abolition immédiate des titres féodaux. « Montant à la tribune dans son costume breton, [il] prit corps à corps les privilèges, avec sa rude éloquence, et déchaîna l'enthousiasme des renonciations féodales ».
Yves Le Gall fut élu recteur constitutionnel de Landivisiau et parvint à s'y maintenir jusqu'au Concordat de 1801. Jean Olivier Pellen fut vicaire à Landivisiau entre 1787 et 1804.
Pendant la Terreur, les rues furent rebaptisées : par exemple la "Rue de l'Église" devint la "Rue de la Raison" et la "Rue de la Trinité" devint la "Rue des Sans-culottes". Le 17 janvier 1794, Landivisiau est renommé "Mont-sur-Élorn", mais cette décision ne fut jamais réellement appliquée. 
Le 3 prairial an II (9 juillet 1794), le marchand de toiles landivisien Guillaume Le Roux fut guillotiné à Brest. Né le 27 août 1766 - Kerjezequel - Pleyber-Christ, il mourut place du Château, à l'époque rebaptisée : place du triomphe du Peuple, à l'âge de 27 ans. L'accusateur public Douzé-Verteuil tenta de justifier ces exécutions: il écrivit le 6 prairial an II une lettre où on lit qu'« Avant-hier, vingt-six administrateurs du Finistère ont porté leurs têtes sur l'échafaud. Ces Messieurs voulaient donner la ci-devant Bretagne aux Anglais ».
La statue de l'enfeu de François de Tournemine fut retirée de l'église de Landivisiau pendant la Terreur. Félix Benoist écrit en 1867 qu'elle gît « aujourd'hui dans une prairie à l'entrée de la route de Brest ; le noble chevalier est représenté armé de toutes pièces, à l'exception de sa tête, soutenue sur un coussin par deux anges. Son épée est suspendue du côté gauche, tandis qu'une longue banderolle [banderole], déployée à droite, porte en lettres gothiques les mots : Autre n'auray, devise de la maison de Tournemine ».
En 1799, il n'y a plus que 46 marchands de toiles à Saint-Thégonnec (mais c'est encore la commune où ils sont les plus nombreux), 26 à Guiclan, 23 à Plouvorn, 16 à Bodilis, 10 à Landivisiau, 4 à Saint-Servais, etc.

### LeXIXesiècle

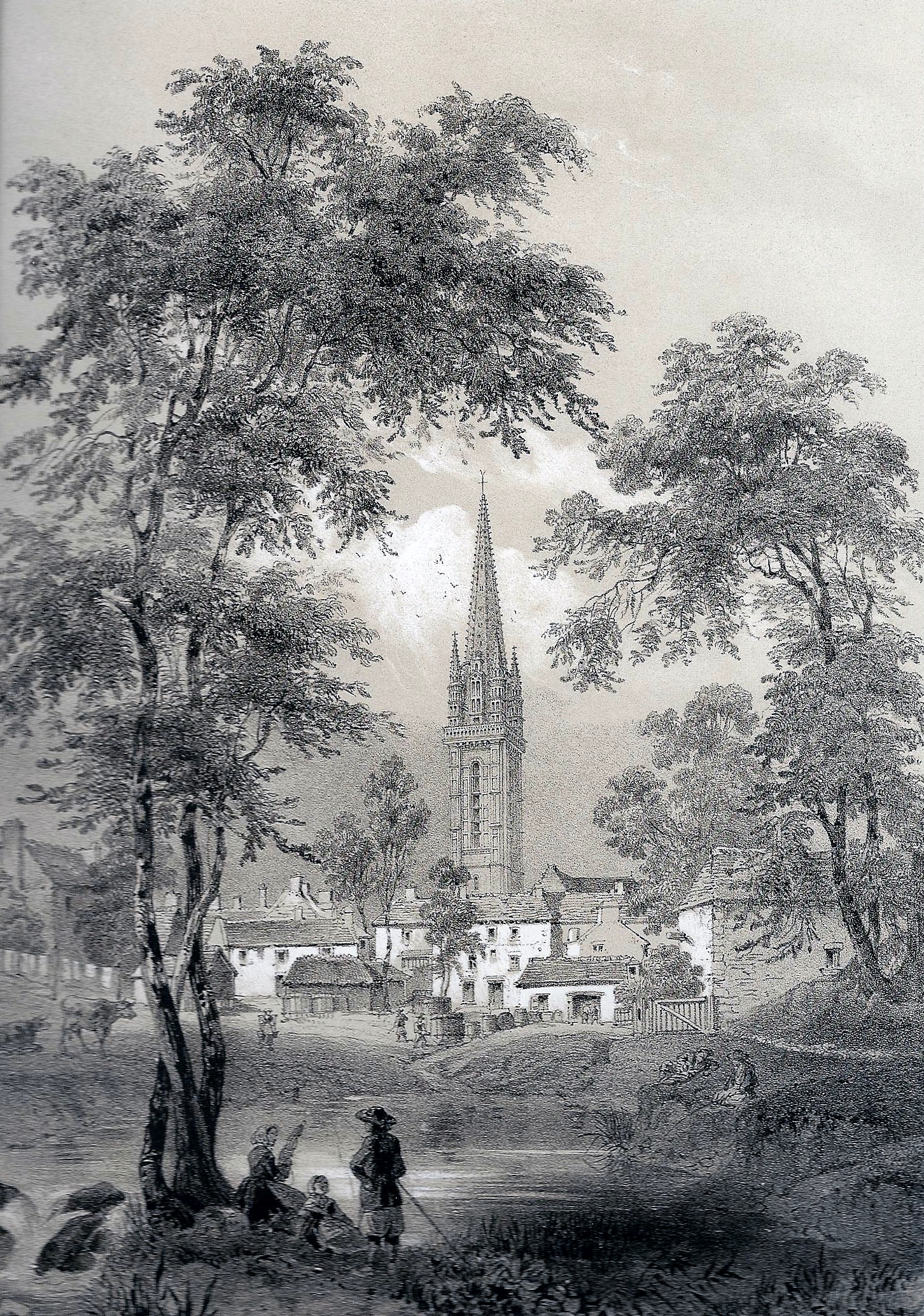
Landivisiau en 1867 (lithographie d'après un dessin de Félix Benoist)

Les tanneries dans le pays de Landivisiau et Lampaul-Guimiliau étaient nombreuses depuis au moins le XVIe siècle. En 1795, le district de Landerneau compte 160 tanneries employant de 3 à 15 ouvriers (surtout concentrées dans la région de Landivisiau). Au début du XIXe siècle, Lampaul-Guimiliau en compte une cinquantaine et Landivisiau une trentaine, en comptant les paysans tanneurs. Elles ne sont plus que 18 en 1921 (11 à Landivisiau et 7 à Lampaul-Guimiliau) employant encore 240 ouvriers environ et 8 en 1946 employant une soixantaine de salariés. La dernière a fermé en 1986. Ateliers d'équarrissage, tanneries et usines de colle répandaient alors dans la ville des odeurs épouvantables. Des tanneurs étaient aussi victimes de la maladie du charbon propagée par les peaux contaminées de moutons ou de chèvres.

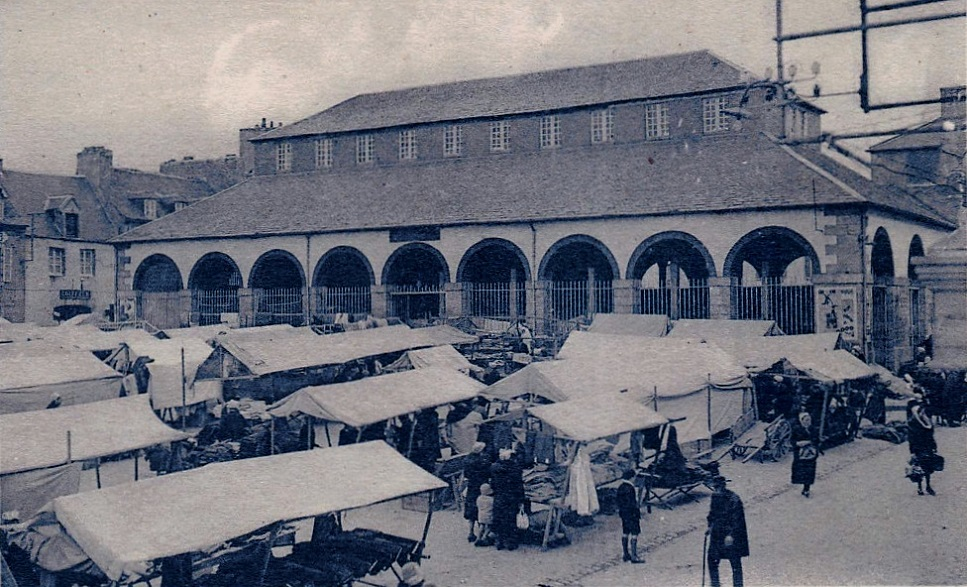
Les halles de Landivisiau vers 1920 (carte postale)

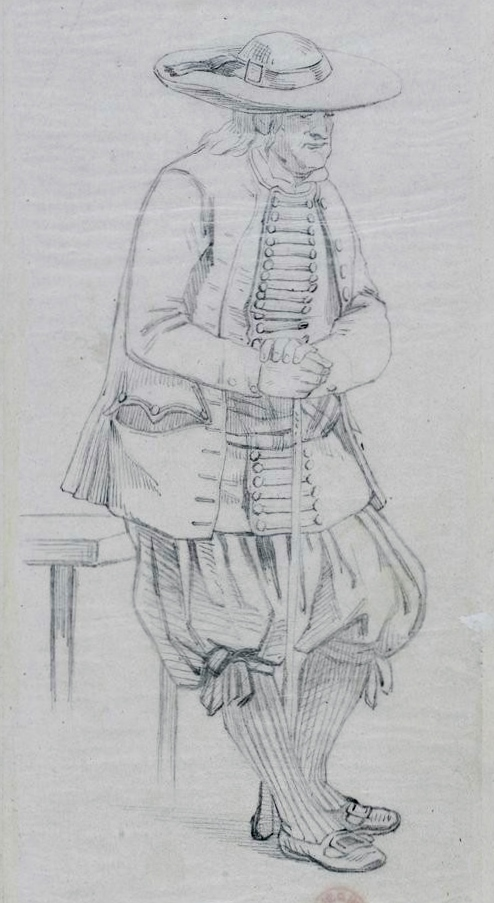
Homme de Landivisiau (dessin anonyme, 1849).

« Blé, toiles, cuirs, suifs, miels, tout abonde sur le marché de Landivisiau, que fréquentent les négociants de Saint-Pol, de Brest, de Landerneau, de Morlaix » écrit Jean-François Brousmiche en 1835.
Paul François Le Bris du Rest, ancien prêtre constitutionnel nommé recteur de Landivisiau en 1804, fut mal accueilli par ses paroissiens : « Je n'ai pas de presbytère et je ne trouve pas de maison à louer » écrit-il ; il dut se retirer dans sa commune natale de Plougastel où il mourut en 1830.
Landivisiau a « de jolies maisons et de fort belles halles » écrit Fortuné du Boisgobey en 1839. Ces halles, construites en 1820, ont été démolies en 1960 et remplacées par un marché couvert, un bâtiment banal. « Blé, toiles, cuirs, suifs, miels, tout abonde sur le marché de Landivisiau, que fréquentent les négociants de Saint-Pol, de Brest, de Landerneau, de Morlaix » écrit Jean-François Brousmiche en 1835.
A. Marteville et P. Varin, continuateurs d'Ogée, décrivent ainsi Landivisiau en 1843 :

« Landivisiau (ville sous l'invocation de saint Thivisiau) (...), formée de l'ancienne trève de Guicourvest (...) ; cure de 2ème classe ; chef-lieu de perception ; bureau d'enregistrement, bureau de poste et relais ; brigade de gendarmerie à cheval. (...) Principaux villages : le Drennec, Kerver, Guernevez, Quélevarc'h, La Poterie, Kervoasclet, le Quinquis, Kervalon, Coatquelven. Maison principale : manoir de Coatmeur. Superficie totale : 1642 hectares dont (...) terres labourables 927 ha, prés et pâtures 119 ha, bois 221 ha, canaux et étangs 3 ha, landes et incultes 265 ha, superficie des propriétés bâties 22 ha (...). Moulins : 4 (de Pont-Croix, aux Prêtres, de Casuguel, à eau). (...). Les halles sont une construction récente et belle. Cette ville, située sur la route de Brest à Paris, faisait jadis un commerce assez étendu en beurre, suif, miel, chevaux et surtout en toiles ; aujourd'hui elle n'a plus guère d'importance que par son marché qui est le centre des achats et ventes des communes environnantes. Le pavé de la route de Paris à Brest dans la traversée de la ville de Landivisiau est à 77 mètres 66 centimètres au-dessus du niveau de la mer ; le pont de l'abreuvoir est à 59 mètres 9 centimètres. La partie agricole de cette commune est loin d'être en état prospère ; cependant on commence à y cultiver les plantes sarclées et surtout les pommes de terre. La tannerie, jadis florissante dans ce pays, est beaucoup réduite maintenant ; cependant il y a encore seize tanneries, tant grandes que petites. On compte en outre à Landivisiau deux fabriques de toiles peu considérables, et une fabrique de poteries communes. Il y a foire, dite de Saint-Mathieu, les 15, 21 et 22 septembre ; et le second mercredi de chaque mois. Marché le mercredi. Géologie : une partie du sol est granitique ; le micaschiste se montre au nord du bourg ; à l'est, le terrain schisto-argileux domine ; enfin sur quelques points le granite amphibolique est exploité comme pierre à bâtir. On parle beaucoup plus le français que le breton. »

Le 13 novembre 1844, jour de marché, une exécution publique a lieu place du marché, celle de RENAOT Yves Marie né le 1er mars 1818 - Leslem mescoat - Saint Servais, Il avait 26 ans et il était ébéniste. Condamné coupable du meurtre par arme de chasse du mari de son amante, Louise EGON  : « Dès le matin, une affluence considérable de gens de la campagne s'était portée sur la place de ce bourg. Un détachement de cinquante hommes s'était rendu dès la veille de Morlaix au lieu d'exécution ».

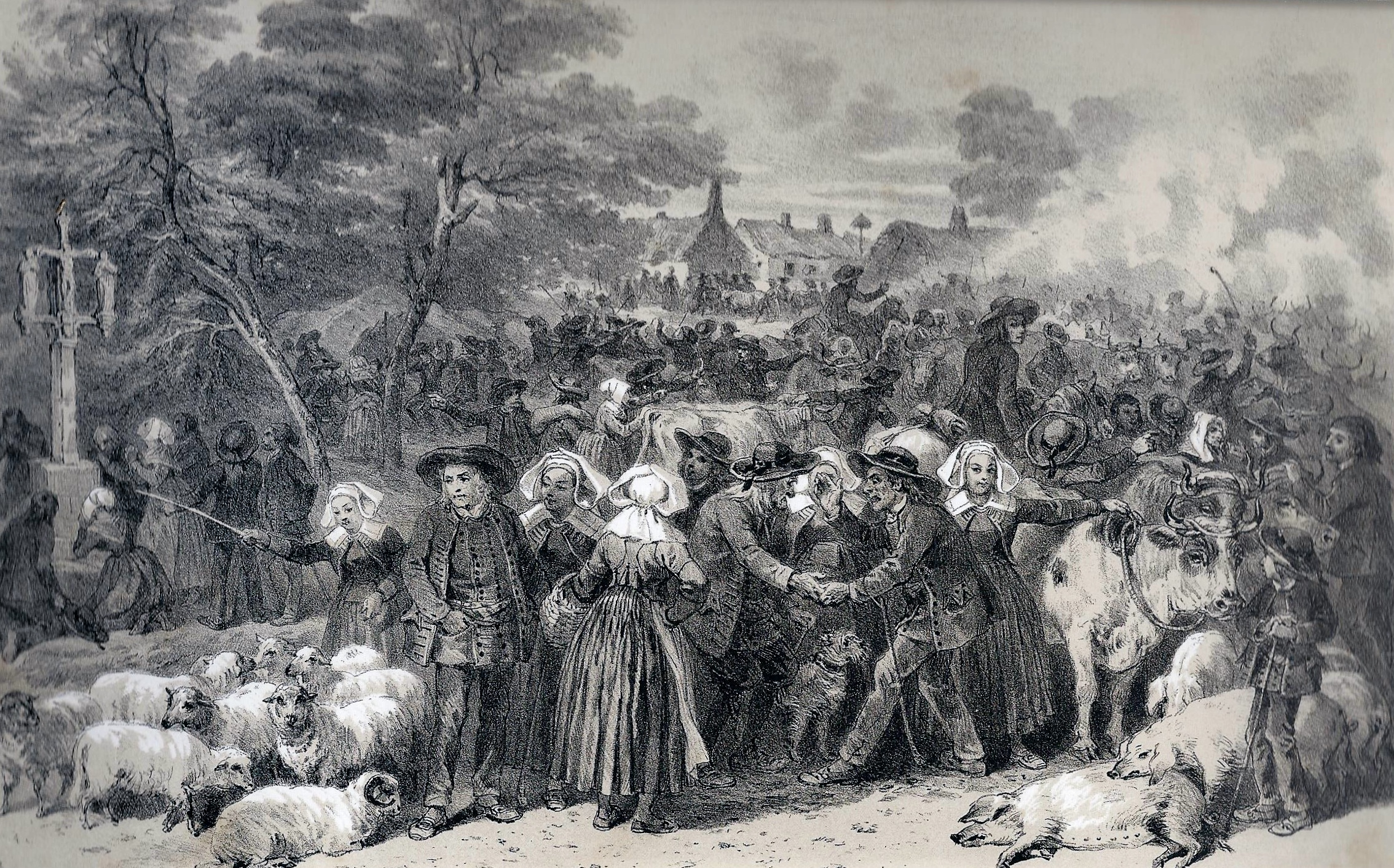
François Hippolyte Lalaisse : La conclusion d'un marché dans le Finistère (Landivisiau et Saint-Thégonnec) (dessin publié en 1867).

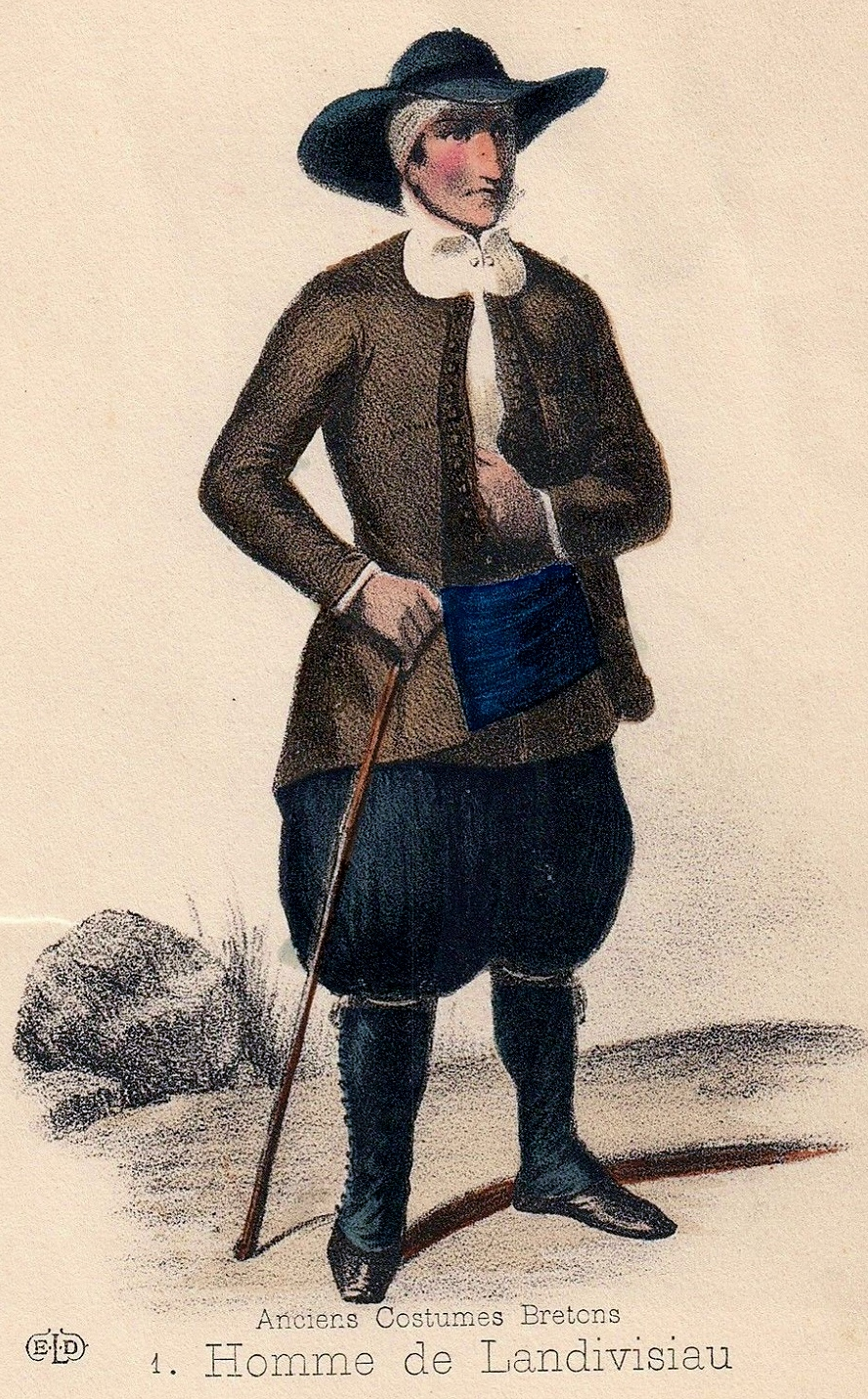
Homme de Landivisiau (dessin, XIXe siècle)
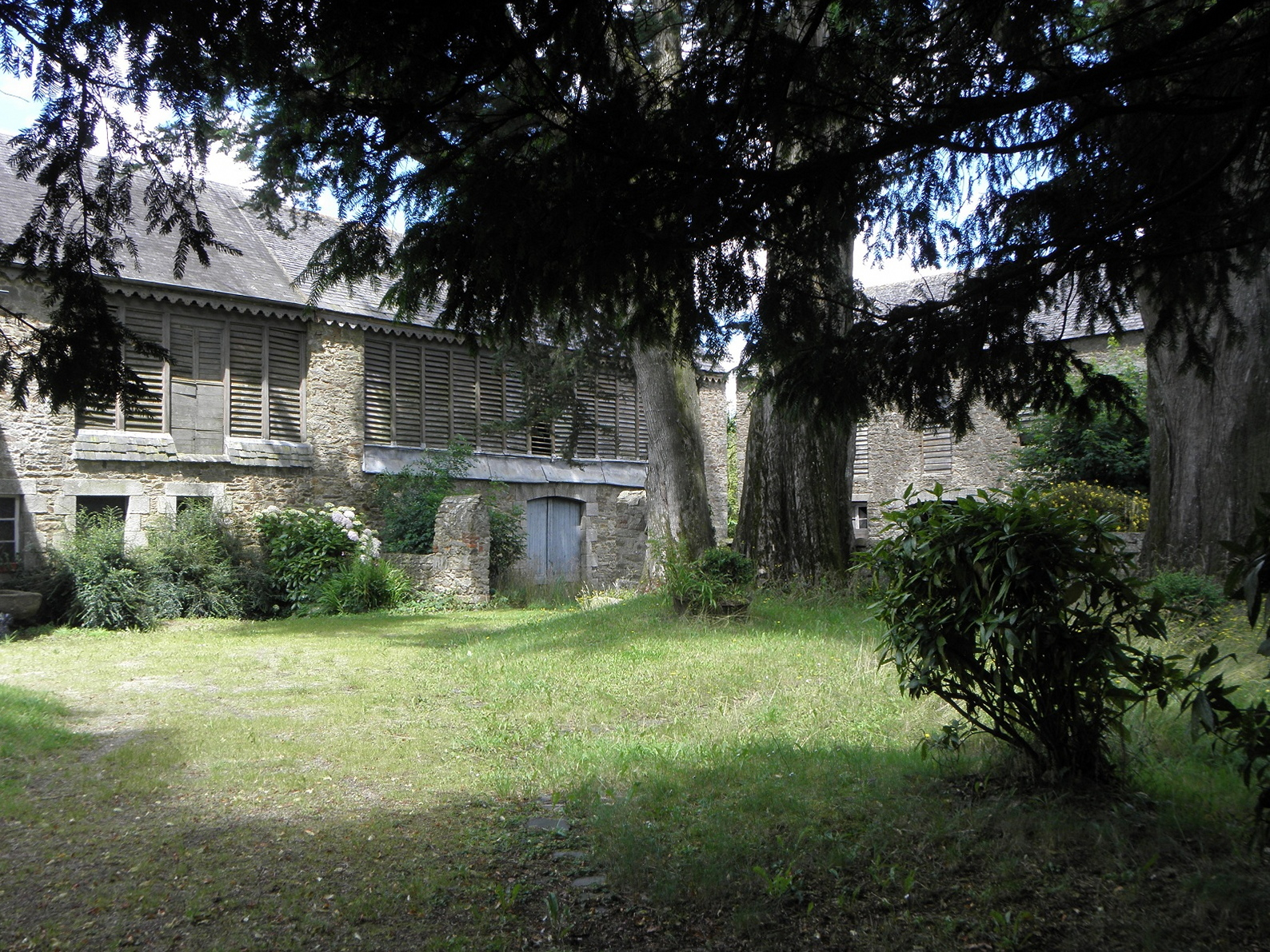
La tannerie de Mestual (état actuel)

Le pourcentage de conscrits illettrés à Landivisiau entre 1858 et 1867 est de 45 %.
Une mission qui dura 15 jours, avec 24 prêtres, fut organisée à Landivisiau en 1865.
La ville connaît un essor rapide passant de 1 547 habitants en 1821 à 4 002 habitants en 1886. Lors de la construction de la nouvelle église paroissiale en 1864-1865, on détruisit tout un quartier ancien et l'enclos paroissial pour pouvoir faire une grande place de marché, située juste devant elle. L'ossuaire datant de 1581-1585, avec ses cariatides, fut transporté dans le nouveau cimetière. De l'ancienne église, qui datait du XVIe siècle, ne subsiste que le clocher, le porche et dix panneaux sculptés qui ornaient un tombeau et qui ont été réinstallés autour d'un lavoir, connu aussi sous le nom de fontaine Saint-Thivisiau. L'année 1865 est aussi marquée par l'ouverture de la ligne ferroviaire entre Guingamp et Brest (les travaux ont commencé en 1860), dernier tronçon de la ligne de Paris-Montparnasse à Brest et donc par l'ouverture de la gare de Landivisiau, ce qui mit fin au service des diligences qui existait auparavant entre Paris et Brest en desservant au passage Landivisiau.
La première compagnie (Landivisiau) du 4e bataillon de mobiles du Finistère, dirigée par Charles Boscals de Réals, participa le 29 novembre 1870 au combat de l'Haÿ lors du Siège de Paris pendant la Guerre de 1870 ; plusieurs de ses membres furent tués ou blessés à mort lors de ce combat.
Par un décret du 18 avril 1872, la ville de Landivisiau est autorisée à contracter un emprunt d 100 000 francs pour la reconstruction de son église et « l'acquisition des immeubles nécessaires à l'agrandissement de la place où se tiennent les marchés et foires ».
Un scandale éclata en 1882 à Landivisiau lorsque deux Frères congréganistes furent poursuivis pour pédophilie ; le directeur de l'école fut révoqué pour avoir fermé les yeux sur de tels agissements et l'un des religieux mis en cause fut condamné à huit ans de réclusion par la Cour d'assises du Finistère. La laïcisation de l'école décidée en 1883 entraîna la création d'une école chrétienne "libre".
Le 14 juillet, le clergé de Landivisiau organisait chaque année une procession pour protester contre la célébration de la Fête nationale.

### LeXXesiècle

#### Les foires de Landivisiau et le commerce des chevaux

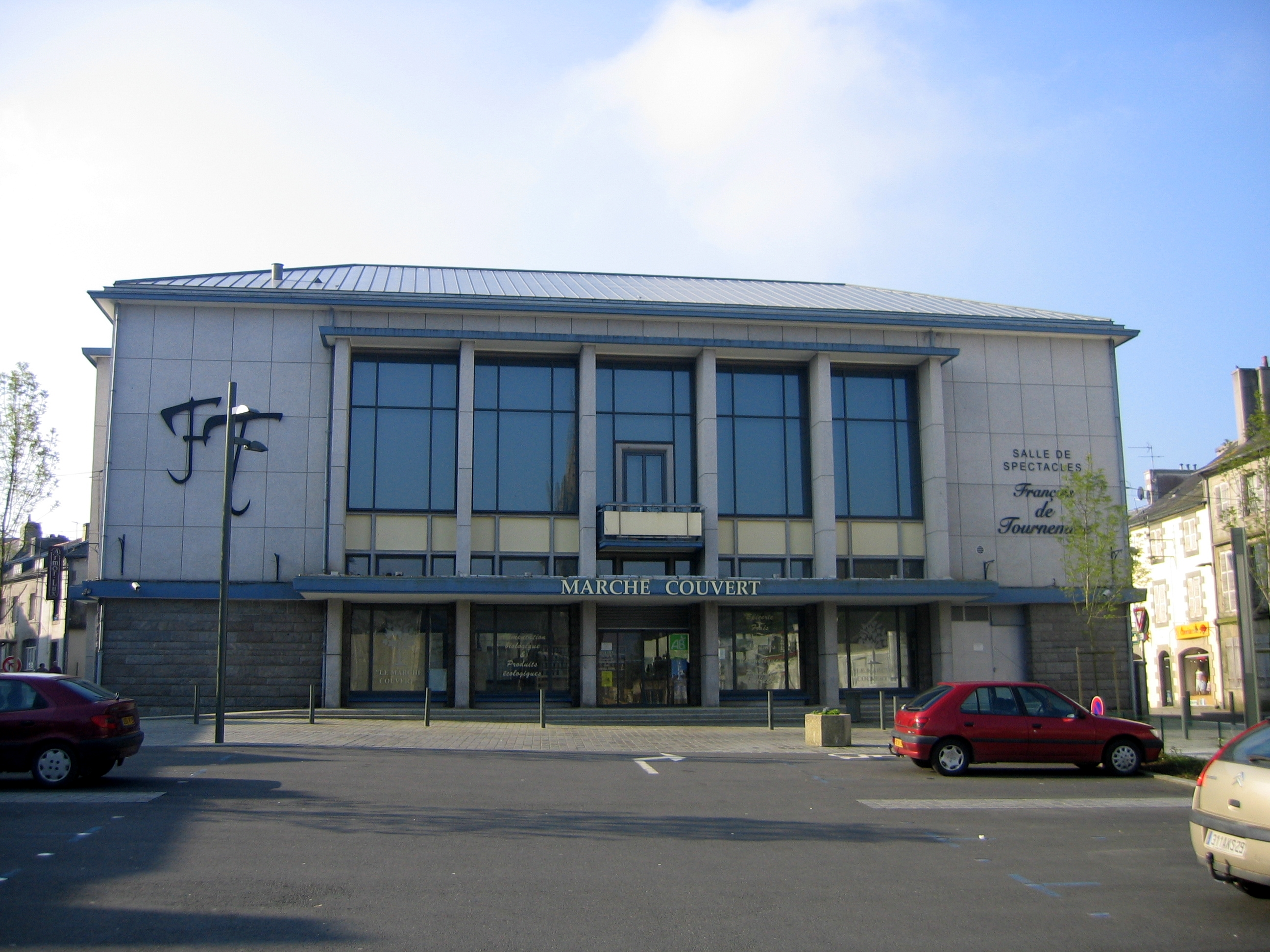
Le marché couvert.

Au début du XXe siècle, et cela resta vrai pendant presque tout le siècle, Landivisiau fut le siège d'un marché très florissant (c'était déjà vrai précédemment, le champ de foire ayant été aménagé en 1870, Landivisiau faisant déjà au XIXe siècle figure de capitale du cheval breton) et de foires aux chevaux très fréquentées. « Les foires de Landivisiau sont incontestablement les plus importantes foires mensuelles de tout l'Ouest de la France » écrit F.-M. Bléas en 1913. Ces foires se déroulaient le deuxième mercredi de chaque mois (mais la plus importante était la foire Saint-Mathieu en septembre dont l'origine remonte à 1426) et le commerce des chevaux faisait vivre environ 150  marchands et courtiers landivisiens. « Autour du champ de foire, il y avait plus de 15 bistrots. Les cars venus des communes voisines étaient tellement pleins que les gens grimpaient sur le toit ou sur les marchepieds ! » dit Jean Billon ; Hervé Conan déclare : « Toutes les belles maisons de la commune appartenaient à des marchands de chevaux »

« Ce qui fait l'importance de Landivisiau, (...) c'est le cheval. Landivisiau, c'est le centre de commerce des chevaux le plus important de toute la France : c'est une agglomération de marchands, de courtiers, de maquignons (...), c'est une organisation d'achat et de vente du cheval. C'est une organisation d'achat avec ses courtiers qui passent leur temps à "villager", non seulement dans les environs, mais aussi dans (...) toute la Bretagne, en Normandie et surtout dans cette Mayenne féconde et sage (...). Rentrés chez eux avec leur marchandise de partout, ils s'empressent de la troquer, de la financer, si bien que le même cheval passe dans trois ou quatre mains avant de quitter définitivement le pays. L'organisation de la vente au marchand étranger est à la hauteur de celle des achats. Rien ne faut défaut, ni les écuries, ni les accessoires, ni surtout les h^tels où l'on trouve, avec un excellent accueil, le bien manger et le bien boire. En dehors des foires, c'est un marché permanent dont le rendement est considérable. (...) Les jours de foire, tels que le 8 février, l'animation est extraordinaire. Il sort du cheval de partout, (...) il en vient de toutes les paroisses. »

La gare de Landivisiau expédia près de 32 000 chevaux en 1928, 14 000 chevaux en 1937 et de 18 000 en 1939, sans compter ceux qui étaient expédiés par voie routière (des chevaux étaient expédiés jusqu'en Argentine, au Brésil et au Japon). La statue en bronze d'un cheval sur une place située près de l'hôtel-de-ville rappelle cette activité.

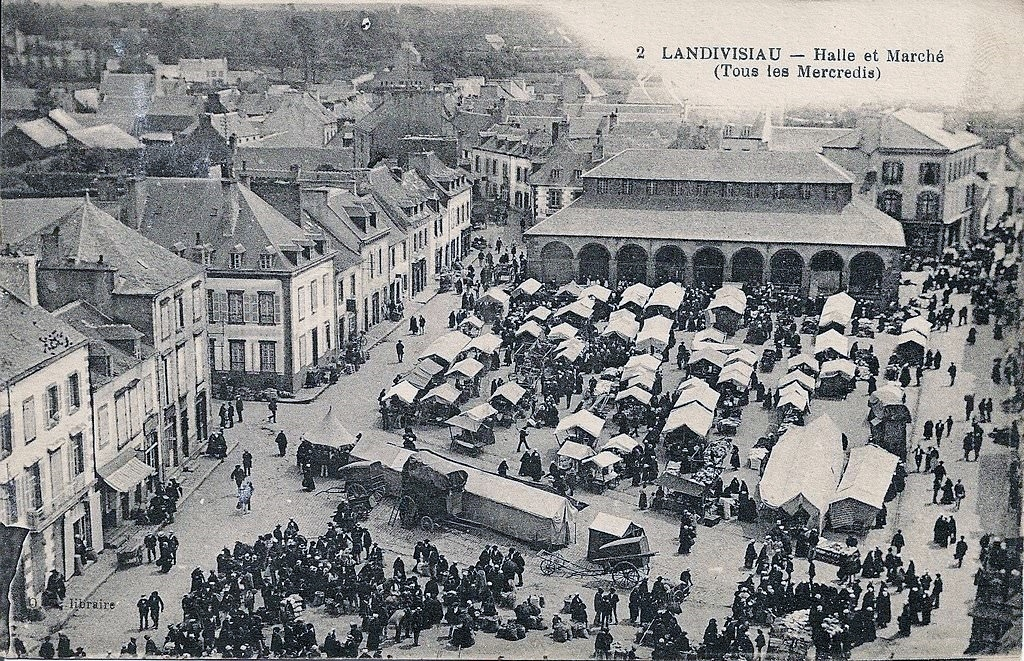
La foire de Landivisiau vers 1910 ou 1920
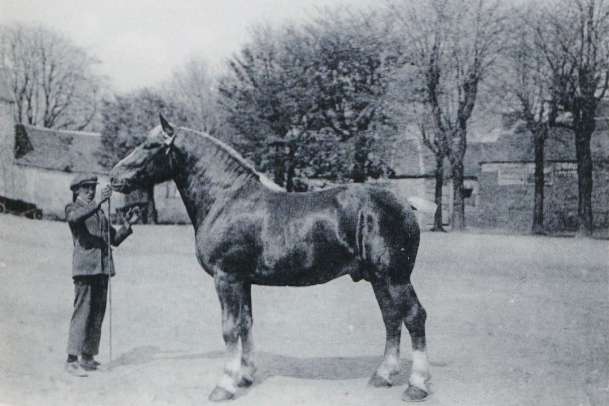
Un cheval trait postier breton élevé à Landivisiau et vendu aux Haras nationaux en 1926

Diverses manifestations liées à l'élevage des chevaux étaient périodiquement organisées à Landivisiau, par exemple des raids hippiques, des concours de chevaux bretons (organisés par la Société hippique de Landivisiau), ou encore en mars 1936 le concours central des chevaux d'artillerie. Les courses hippiques de Landivisiau attirent alors chaque année environ dix mille spectateurs.

#### La Belle Époque
En 1904, un décret du gouvernement Combes, pris en vertu de la loi sur les congrégations, entraîne la fermeture de l'école congréganiste tenue par les Frères des écoles chrétiennes à Landivisiau. Le 6 février 1906, l'inventaire des biens d'église eut lieu à Landivisiau dans un calme relatif, mais en présence d'une foule énorme venue protester.

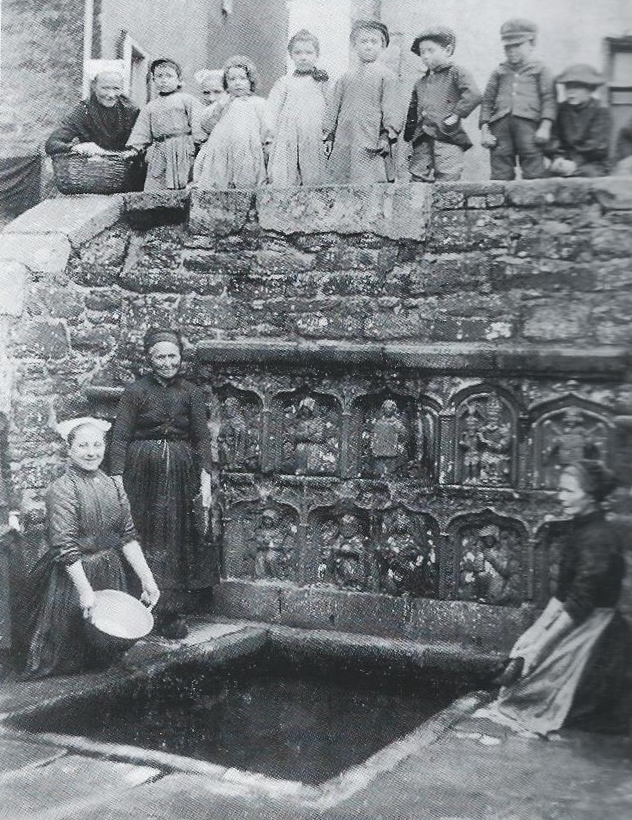
Femmes à la fontaine Saint-Thivisiau au début du XXe siècle (photographie auteur inconnu)
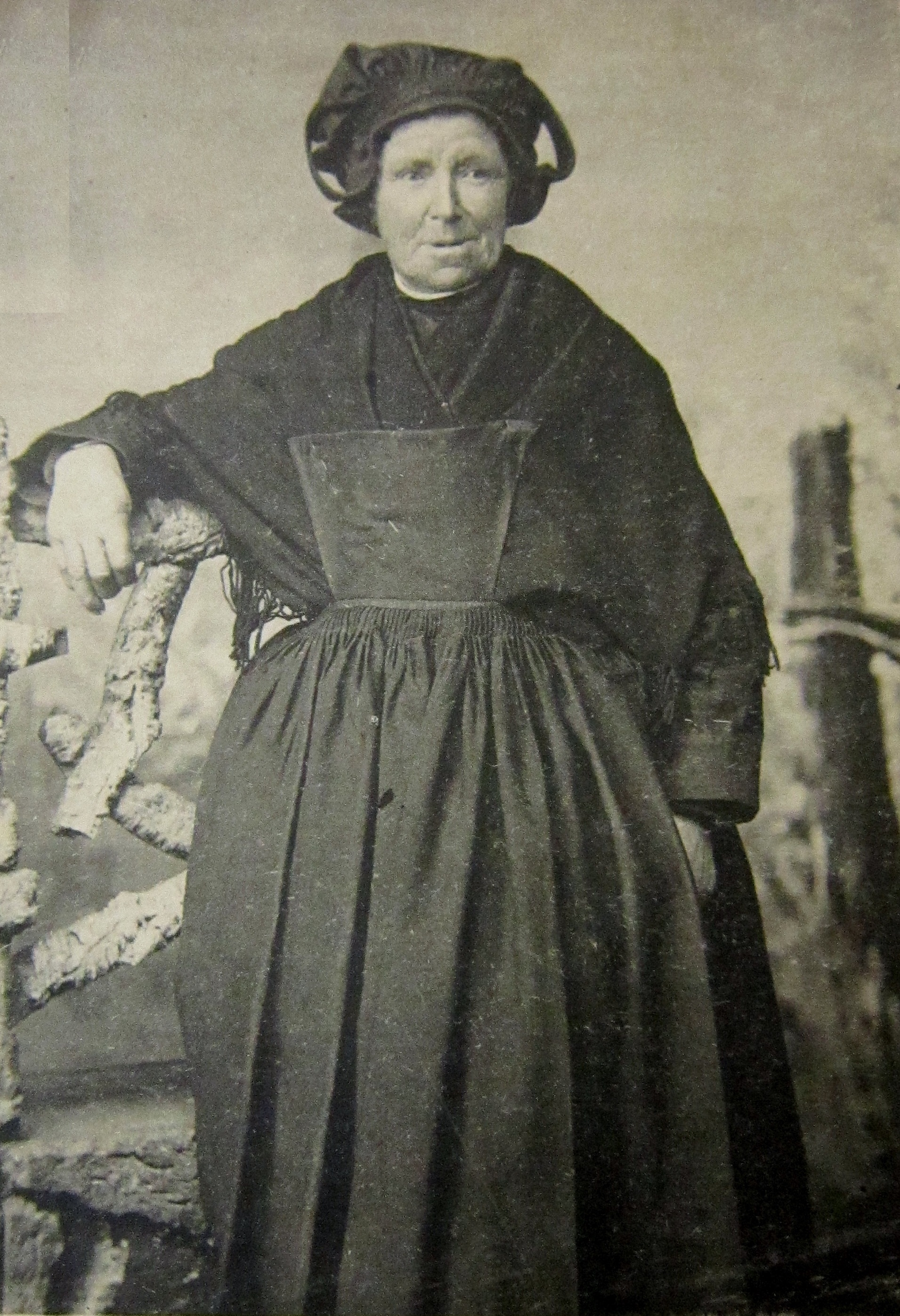
Vieille femme de Landivisiau vers 1900
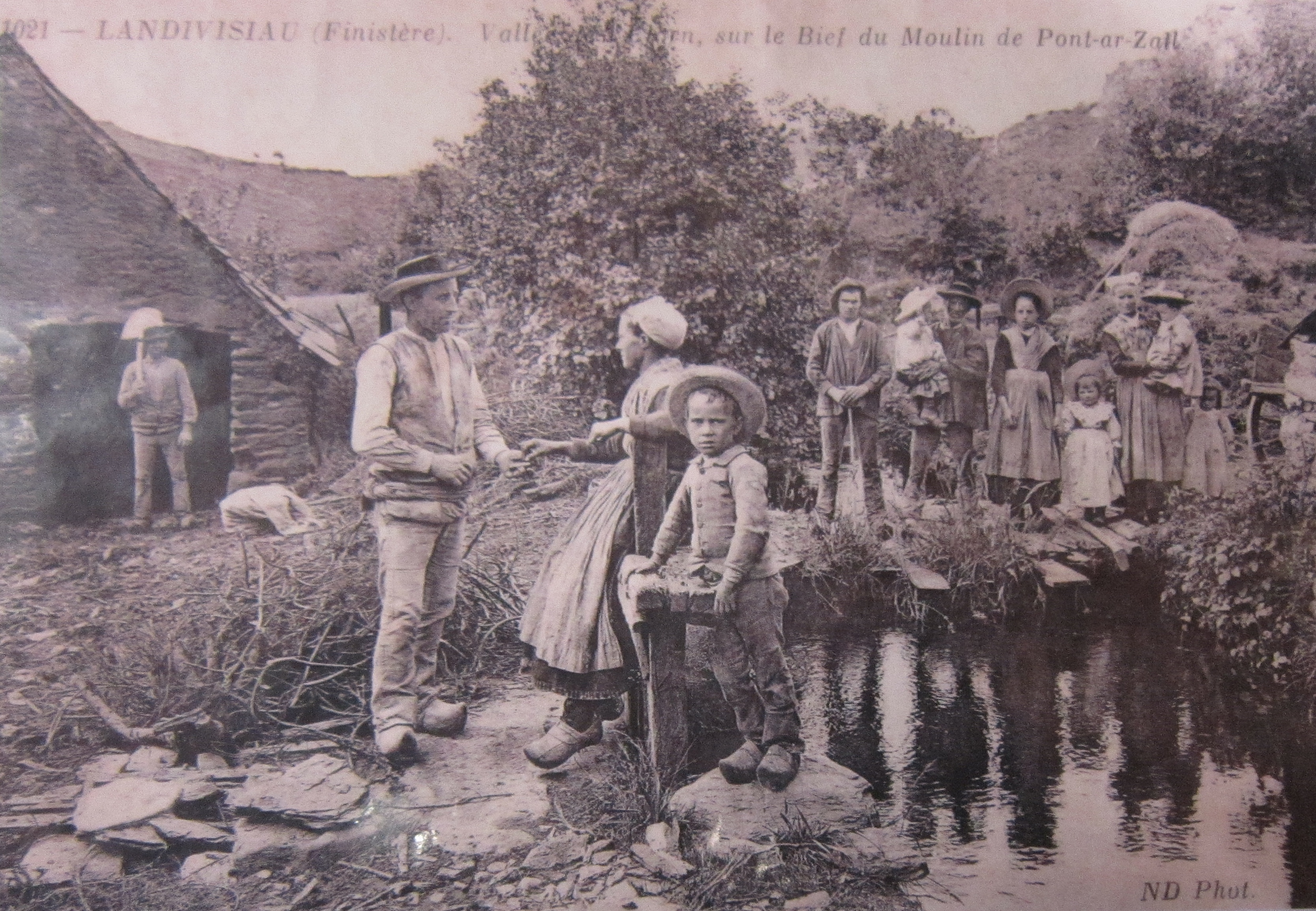
Le bief du moulin de Pont-ar-Zall sur l'Élorn vers 1910 (carte postale ND Photo)
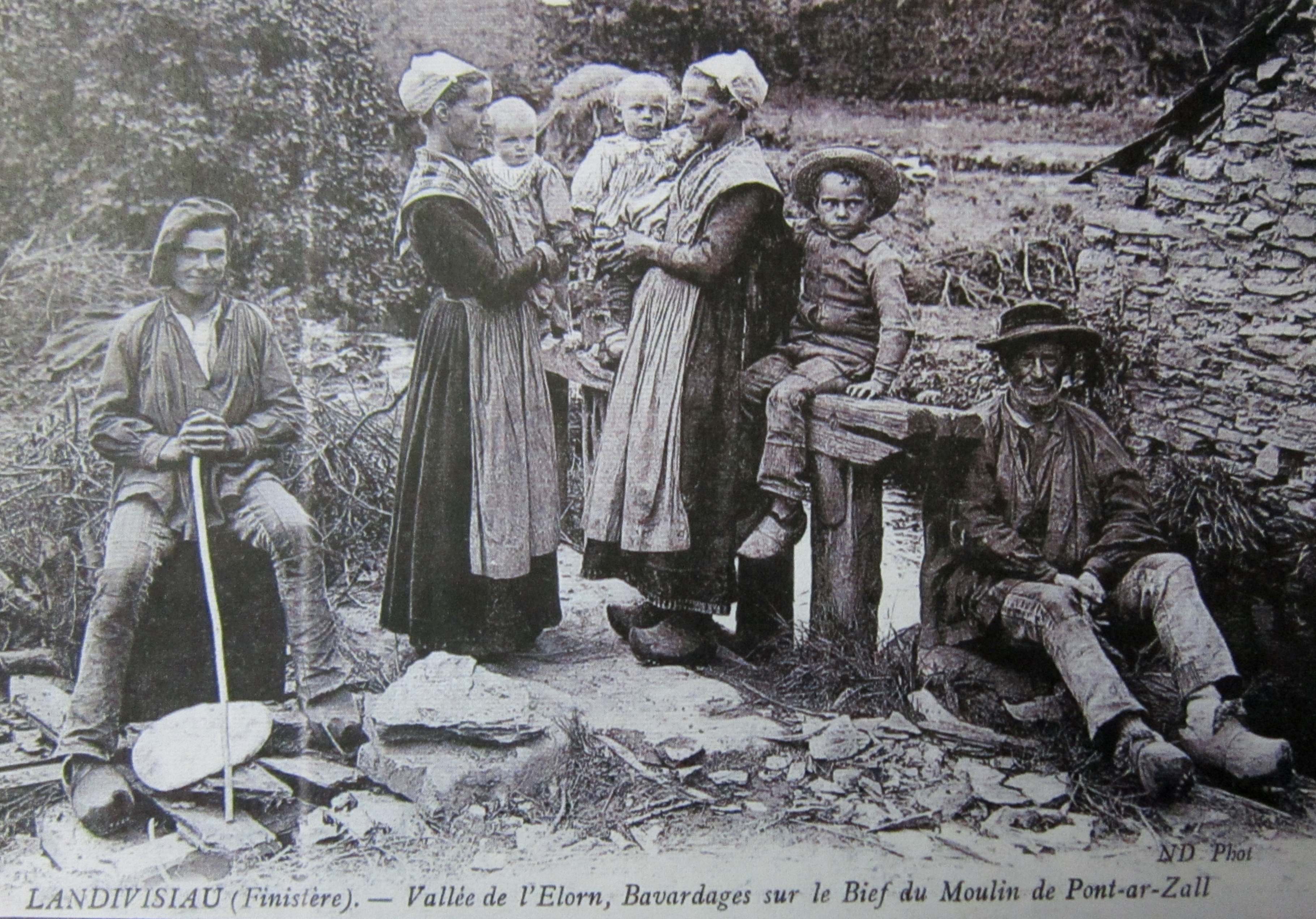
Bavardages sur le bief du moulin de Pont-ar-Zall vers 1910 (carte postale ND Photo)

Une importante grève des ouvriers tanneurs (ils étaient encore environ 150 à cette date employés dans une vingtaine de tanneries) de Landivisiau se produisit en mars 1905. Ils obtinrent la journée de 10 heures (jusque-là ils travaillaient 12 heures par jour) et une augmentation de leur salaire quotidien de 25 centimes.
Chaque année les Fêtes de la Saint-Mathieu, en septembre, attiraient la population de la région.

#### La Première Guerre mondiale

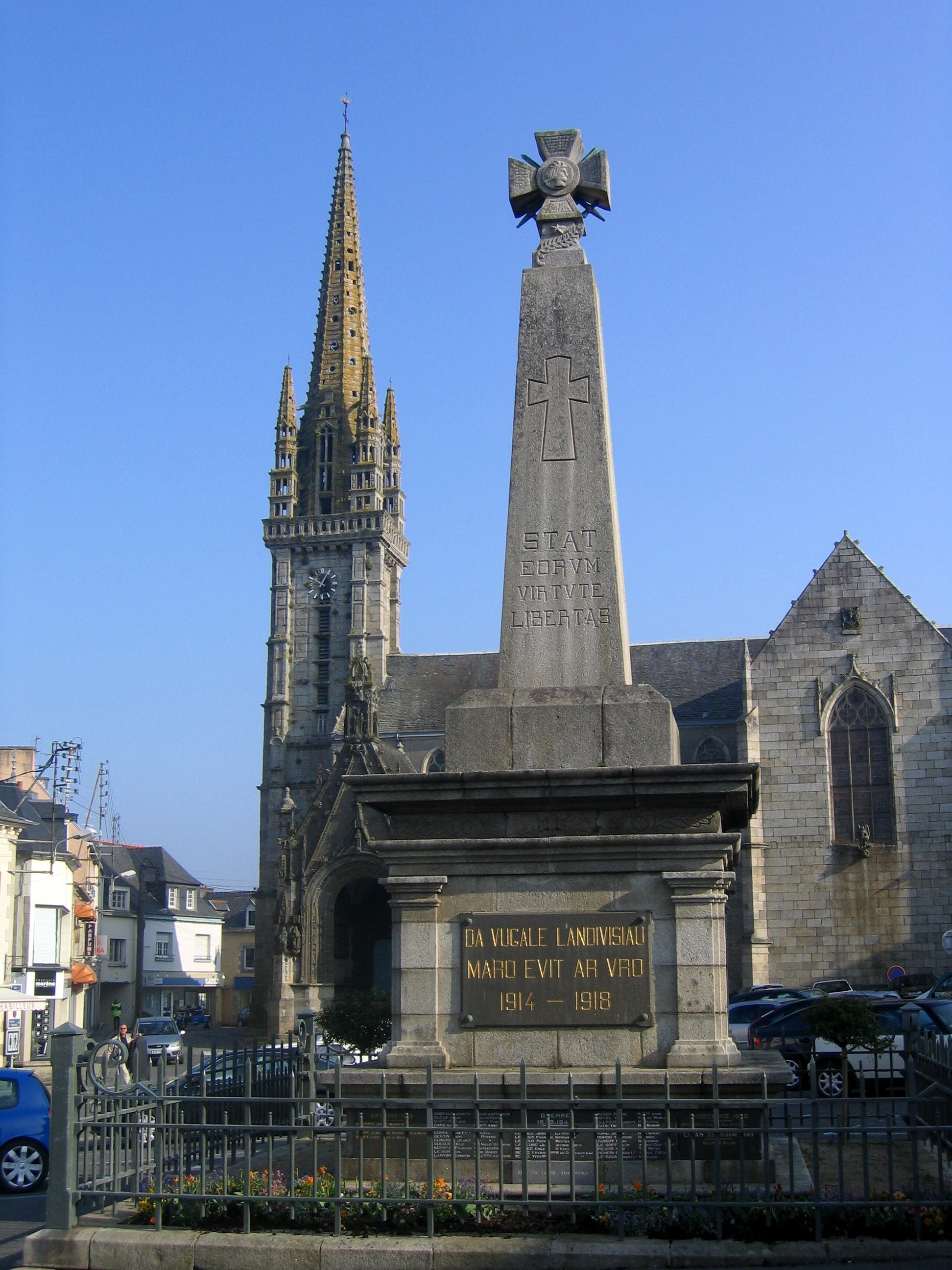
Le monument aux morts de Landivisiau

En septembre 1914, 350 réfugiés belges arrivés à Morlaix furent dirigés sur Landivisiau et répartis dans la ville et les cantons voisins.
Le monument aux morts de Landivisiau porte les noms de 170 soldats morts pour la France pendant la Première Guerre mondiale ; parmi eux 11 au moins sont morts en Belgique, un au moins (Yves Toubot) en Turquie lors de la Bataille de Sedd-Ul-Bahr, deux au moins (Hervé Riou en Macédoine et Paul Le Roux à Salonique en Grèce) dans le cadre de l'expédition de Salonique, 1 au moins (Yves Guillerm) au Maroc, 1 (Jean Pierre Le Gall) est un marin disparu en mer, 1 (Jean Barbault) est mort en captivité en Allemagne ; la plupart des autres sont morts sur le sol français (5 d'entre eux : François Cottaing, Paul Grall, Jérôme Kerleroux, Jérôme Le Gall, Joseph Offret ont été décorés de la Médaille militaire et de la Croix de guerre et François Quentric de la Médaille militaire).
Joseph Mazé, prêtre instituteur à Landivisiau, caporal infirmier au 19e régiment d'infanterie, fut cité deux fois à l'Ordre de l'Armée (lors des combats de Tahure en septembre-octobre 1915 et lors d'un autre combat le 17 avril 1916 en raison de son héroïsme à secourir les blessés malgré ses propres blessures.

#### L'Entre-deux-guerres
En 1923, un rapport du conseil départemental d'hygiène évoque la création prochaine d'un réseau d'eau potable dans la ville de Landivisiau, « ce qui atténuera les conséquences des installations défectueuses de toutes les fosses d'aisances de la localité».

#### La Seconde Guerre mondiale
Le monument aux morts de Landiviau porte les noms de 29 personnes mortes pour la France pendant la Seconde Guerre mondiale ; parmi elles, Jérôme Le Gall a été tué à l'ennemi à Hermeton-sur-Meuse (Belgique) le 14 mai 1940 et a été décoré de la Médaille militaire et de la Croix de guerre et Yves Mével le même jour à Flavion (en Belgique également) ; trois (François Ollivier, Hervé Paul, Jean Potard) sont des marins disparus en mer et un (Yves Picart) est un marin tué à Arzew (Algérie).
Le 14 juillet 1944 à Saint Méen, François Kerbrat, né le 9 août 1923 - Rue Saint Guénal - Landivisiau, est abattu par les allemands, Il avait 20 ans. Un groupe de maquisards FTP de L'Hermitage avait trouvé refuge dans une fermette appartenant à Louis Thépaut demeurant sur Kérougon-Vian. Avec l'aide de miliciens français (Kommando de Landerneau), les Allemands débusquent et abattent huit résistants ainsi que Louis Thépaut. Les neuf corps sont retrouvés dans la cour de ferme. Deux maisons du village ont également été incendiées.Un monument a été érigé à la mémoire des victimes du 14 juillet 1944 à Kérougon-Vian, précisément à l'entrée de la fermette qui abritait la fermette.
Le 24 juillet 1944, des avions alliés bombardent et mitraillent la gare de Landivisiau ; plusieurs immeubles du voisinage sont endommagés. Le viaduc ferroviaire de Guimiliau est aussi attaqué le même jour. Le lendemain 25 juillet 1944, la gare de Landivisiau est à nouveau mitraillée et la locomotive d'un train de marchandises mise hors d'usage.
Le 6 août 1944, le Combat Command A, de la 6e division blindée américaine, venant du Huelgoat, et passée par Plounéour-Ménez, Loc-Éguiner-Saint-Thégonnec et Saint-Thégonnec, bivouaqua dans la région de Landivisiau, qu'elle libéra, avant de poursuive son avancée en direction de Brest.
Athanase Tigréat, né le 3 mai 1920- Plounéventer, décédé le 5 janvier 2020 - Landerneau, à l'âge de 99 ans, a été résistant, emprisonné en Pologne dans le camp de Kobierzyn pendant plusieurs années pendant la Seconde Guerre mondiale. Conseiller municipal à Landivisiau de 1965 à 1971, il a été fait chevalier de la Légion d'honneur en 2016.

#### L'après Seconde Guerre mondiale
Un soldat originaire de Landivisiau (Richard Guyomard) est mort pendant la guerre d'Indochine, quatre (Yves Bizien, Joseph Le Deunff, Yves Quémener, Jean Tanguy) pendant la guerre d'Algérie et un (Gilles Ollivier) à Beyrouth au Liban en 1983.
La base d'aéronautique navale de Landivisiau a été inaugurée en 1966. Une plaque commémorative, située dans cette base, porte les noms de 8 soldats membres de l'escadrille 57 S morts en service commandé dont trois au Maroc (Jean Biaux, Robert Heinemann, Claude Picart), deux en Algérie (Louis Pellerau, Jean Roose) et un en mer (Germain Petot), tous les cinq pendant la guerre d'Algérie ; deux à Toul (Serge Bremond, Michel Le Bail), hors conflit, en 1980.
Les deux clubs sportifs rivaux, l'"Association sportive landivisienne" et les "Gars de Saint-Thivisiau" renommé "Stade landivisien", le premier laïque et le second catholique, fusionnent en 1991 pour former le "Landi Football Club" (Landi FC).

### LeXXIesiècle
En 2012, l'hippodrome de Landivisiau, situé en fait sur la commune de Plougourvest, a été transformé en "Équipôle du pays de Landivisiau".

## Population et société

### Démographie

#### Évolution démographique
L'évolution du nombre d'habitants est connue à travers les recensements de la population effectués dans la commune depuis 1793. Pour les communes de moins de 10 000 habitants, une enquête de recensement portant sur toute la population est réalisée tous les cinq ans, les populations de référence des années intermédiaires étant quant à elles estimées par interpolation ou extrapolation. Pour la commune, le premier recensement exhaustif entrant dans le cadre du nouveau dispositif a été réalisé en 2004.

En 2022, la commune comptait 9 197 habitants, en évolution de +0,81 % par rapport à 2016 (Finistère : +2,16 %, France hors Mayotte : +2,11 %).
| 1793  | 1800  | 1806  | 1821  | 1831  | 1836  | 1841  | 1846  | 1851  |
| ----- | ----- | ----- | ----- | ----- | ----- | ----- | ----- | ----- |
| 2 360 | 2 124 | 2 690 | 2 547 | 2 853 | 3 031 | 3 217 | 3 482 | 3 420 |

| 1856  | 1861  | 1866  | 1872  | 1876  | 1881  | 1886  | 1891  | 1896  |
| ----- | ----- | ----- | ----- | ----- | ----- | ----- | ----- | ----- |
| 3 304 | 3 317 | 3 211 | 3 203 | 3 359 | 3 706 | 4 002 | 4 079 | 4 240 |

| 1901  | 1906  | 1911  | 1921  | 1926  | 1931  | 1936  | 1946  | 1954  |
| ----- | ----- | ----- | ----- | ----- | ----- | ----- | ----- | ----- |
| 4 354 | 4 385 | 4 713 | 4 647 | 4 544 | 4 543 | 4 518 | 5 445 | 4 926 |

| 1962  | 1968  | 1975  | 1982  | 1990  | 1999  | 2004  | 2006  | 2009  |
| ----- | ----- | ----- | ----- | ----- | ----- | ----- | ----- | ----- |
| 5 583 | 6 174 | 7 605 | 7 964 | 8 254 | 8 751 | 8 739 | 8 731 | 9 096 |

| 2014  | 2019  | 2022  | - | - | - | - | - | - |
| ----- | ----- | ----- | - | - | - | - | - | - |
| 9 085 | 9 151 | 9 197 | - | - | - | - | - | - |

#### Évolution du rang démographique
| selon la population municipale des années : | 1968 | 1975 | 1982 | 1990 | 1999 | 2006 | 2009 | 2013 |
| Rang de la commune dans le département      | 18   | 13   | 13   | 12   | 12   | 13   | 13   | 13   |
| Nombre de communes du département           | 286  | 283  | 283  | 283  | 283  | 283  | 283  | 283  |

En 2017, Landivisiau était la 13e commune du département en population avec ses 9 132 habitants (territoire en vigueur au 1er janvier 2020), derrière Fouesnant (12e avec 9 458 habitants) et devant Plabennec (14e avec 8 436 habitants).
En 2017, elle était également la 1 098e commune en population au niveau national, derrière Le Muy et devant Saint-Sulpice-la-Pointe.

#### Pyramide des âges
La population de la commune est relativement jeune.
En 2018, le taux de personnes d'un âge inférieur à 30 ans s'élève à 35,2 %, soit au-dessus de la moyenne départementale (32,5 %). À l'inverse, le taux de personnes d'âge supérieur à 60 ans est de 26,0 % la même année, alors qu'il est de 29,8 % au niveau départemental.
En 2018, la commune comptait 4 424 hommes pour 4 718 femmes, soit un taux de 51,61 % de femmes, légèrement supérieur au taux départemental (51,41 %).
Les pyramides des âges de la commune et du département s'établissent comme suit.
| Hommes | Classe d’âge | Femmes |
| ------ | ------------ | ------ |
| 0,9    | 90 ou +      | 2,1    |
| 6,5    | 75-89 ans    | 10,4   |
| 14,6   | 60-74 ans    | 17,3   |
| 22,0   | 45-59 ans    | 18,8   |
| 18,7   | 30-44 ans    | 18,2   |
| 16,9   | 15-29 ans    | 15,6   |
| 20,5   | 0-14 ans     | 17,6   |

| Hommes | Classe d’âge | Femmes |
| ------ | ------------ | ------ |
| 0,7    | 90 ou +      | 2,2    |
| 7,8    | 75-89 ans    | 11,5   |
| 19,2   | 60-74 ans    | 20,1   |
| 20,8   | 45-59 ans    | 19,7   |
| 17,7   | 30-44 ans    | 16,6   |
| 17,1   | 15-29 ans    | 14,7   |
| 16,8   | 0-14 ans     | 15,2   |

### Enseignement et langue bretonne

#### Maternelle
- Publiques
  - École Denis Diderot (Kervignounen)
  - École de l'Arvor
- Privées
  - École Notre-Dame-des-Victoires
  - École de Sainte-Marie Lannouchen

#### Primaire
- Publiques
  - École Denis Diderot (Kervignounen)
  - École de l'Arvor
- Privée
  - École Notre-Dame-des-Victoires

#### Collèges
- Public
  - Collège de Kerzourat
- Privé
  - Collège Saint-Joseph

#### Lycées
- Public
  - Lycée du Léon - Le lycée du Léon de Landivisiau accueille 400 élèves de second cycle en sections générales et technologiques-tertiaires, auxquels s'ajoutent 70 étudiants en BTS Management des Unités Commerciales. Le lycée propose également une option musique facultative (théorie et pratique), notée au baccalauréat.
- Privé
  - Lycée du Saint-Esprit - Le lycée Saint-Esprit accueille des élèves de la Seconde générale à la Terminale, le lycée propose différents ateliers le mardi après-midi aux lycéens dont un atelier arts-plastiques (option facultative notée au baccalauréat).

#### Écoles spécialisées
- MFR de Landivisiau
- AFPI Bretagne

#### Langue bretonne
À la rentrée 2012, une école Diwan voit le jour rue Georges-Clemenceau.
À la rentrée 2017, 131 élèves étaient scolarisés à l'école Diwan et dans les filières bilingues catholiques (soit 8,1 % des enfants de la commune inscrits dans le primaire).

## Héraldique
| Blason de Landivisiau | Blason de Landivisiau : De gueules à l'écusson d'or chargé d'un lion morné de sable, accompagné de huit mâcles aussi d'or ordonnées en orle 3, 2 et 3. Approuvé en conseil municipal le 22 mai 1981. Explications : les armoiries se basent sur un sceau de 1482 où apparaissaient les armoiries des familles de Léon et de Rohan. Le lion représente la famille des Léon, les macles d'or la famille des Rohan. Concepteur : dessin de Jean-Édouard Benoiston et mis en relief par le sculpteur Antoine Roland. |

## Politique et administration

### Liste des maires
| Période | Période  | Identité         | Étiquette | Qualité                                                                                      |
| ------- | -------- | ---------------- | --------- | -------------------------------------------------------------------------------------------- |
| 1944    | 1965     | Joseph Pinvidic  | RPF       | Conseiller général (1945-1964), Président du Conseil Général (1949-1955), député (1951-1962) |
| 1965    | 1983     | Yves Quéguiner   | RPR       | Chef d'entreprise                                                                            |
| 1983    | 2001     | Charles Miossec  | RPR       | Cadre commercial, conseiller général (1982-2001), député (1978-2002)                         |
| 2001    | 2014     | Georges Tigréat  | UMP       | Assureur, conseiller général (2008-2015)                                                     |
| 2014    | en cours | Laurence Claisse | DVD       | Salariée du secteur médical                                                                  |

### Jumelages
- Bideford (Royaume-Uni) depuis 1976
- Bad Sooden-Allendorf (Allemagne) depuis 1973

## Monuments et sites
- La fontaine Saint-Thivisiau

Fontaine Saint-Thivisiau
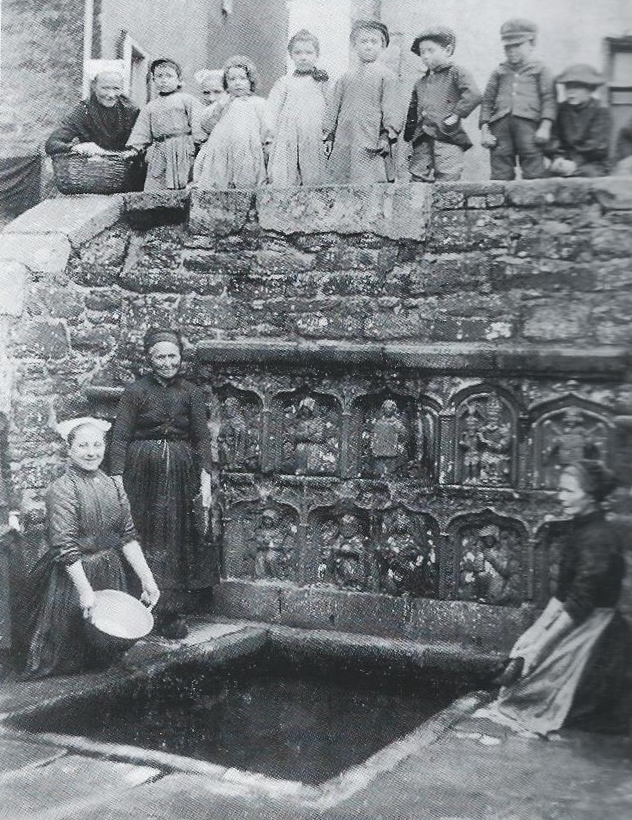
Femmes à la fontaine au début du XXe siècle (photographie auteur inconnu).
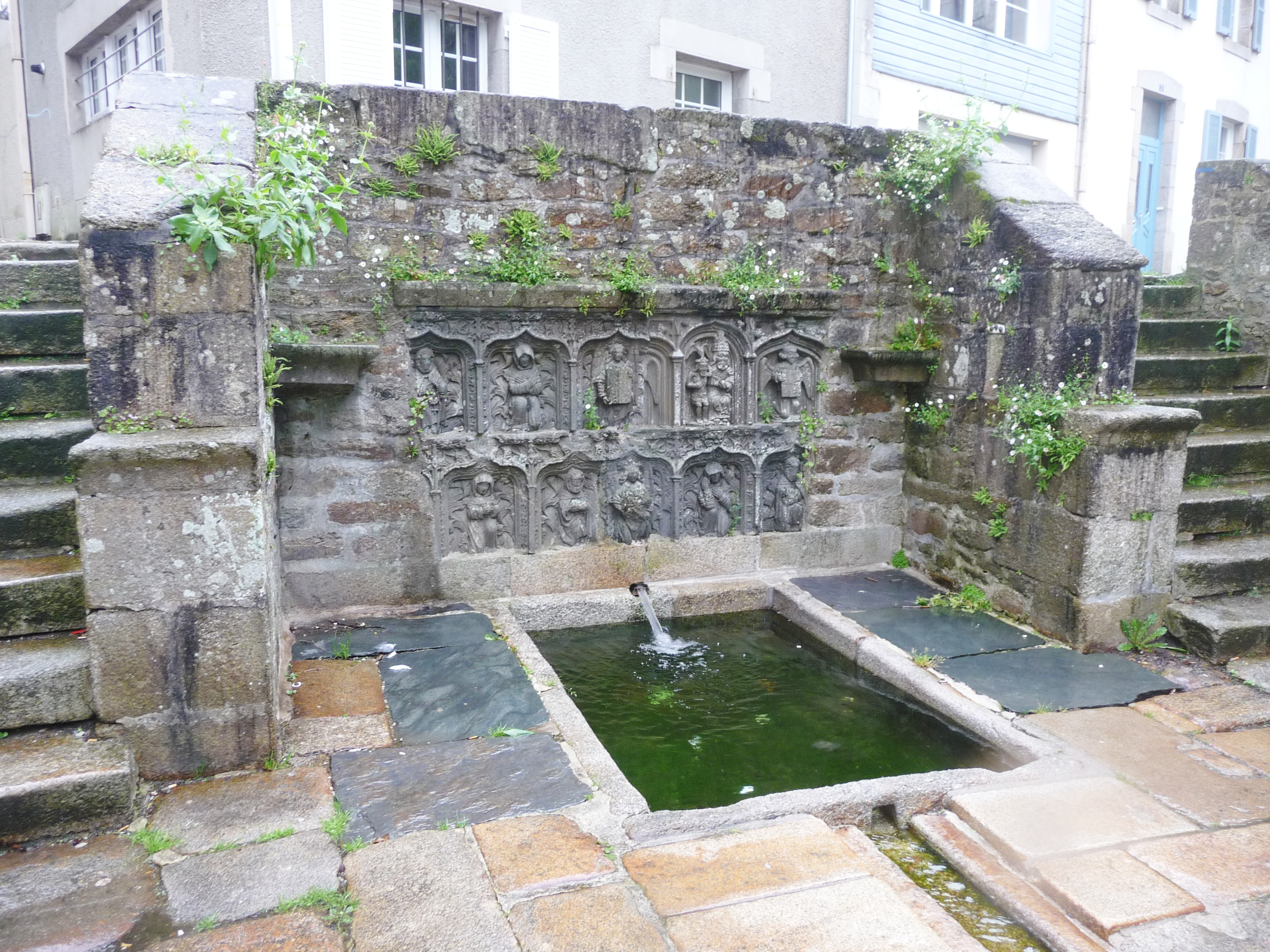
Vue d'ensemble.
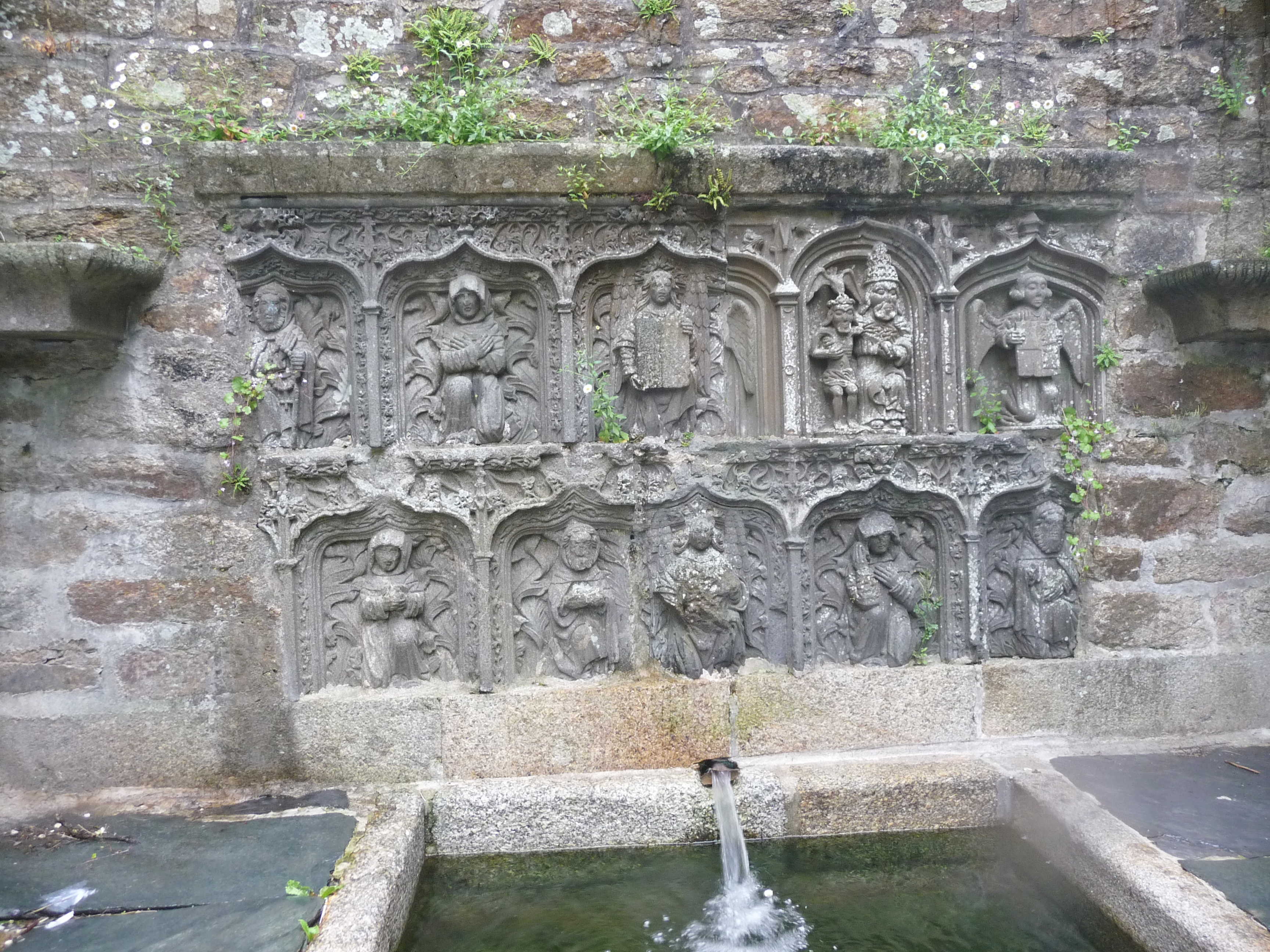
Les statues. Les dix panneaux représentent, de haut en bas et de gauche à droite : un pèlerin, une nonne, un ange, la sainte trinité, un ange, une nonne, un moine, un ange, une nonne, un moine.
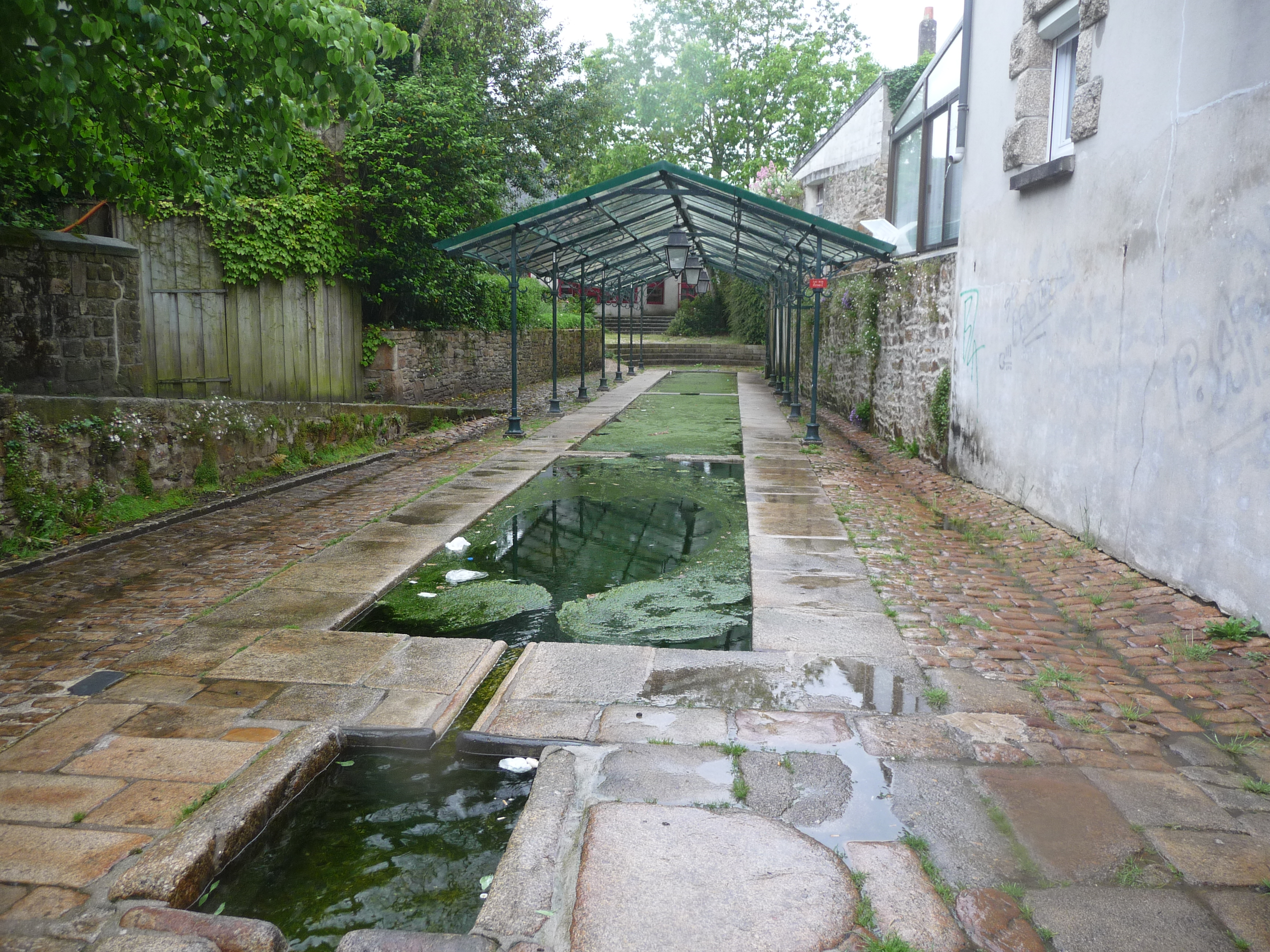
Les lavoirs devant la fontaine.

- L'église paroissiale Saint-Thuriau : l'église actuelle date du XIXe siècle, mais le clocher et le porche de l'ancienne église, datant du XVIe siècle, ont été conservés.

Église paroissiale Saint-Thuriau
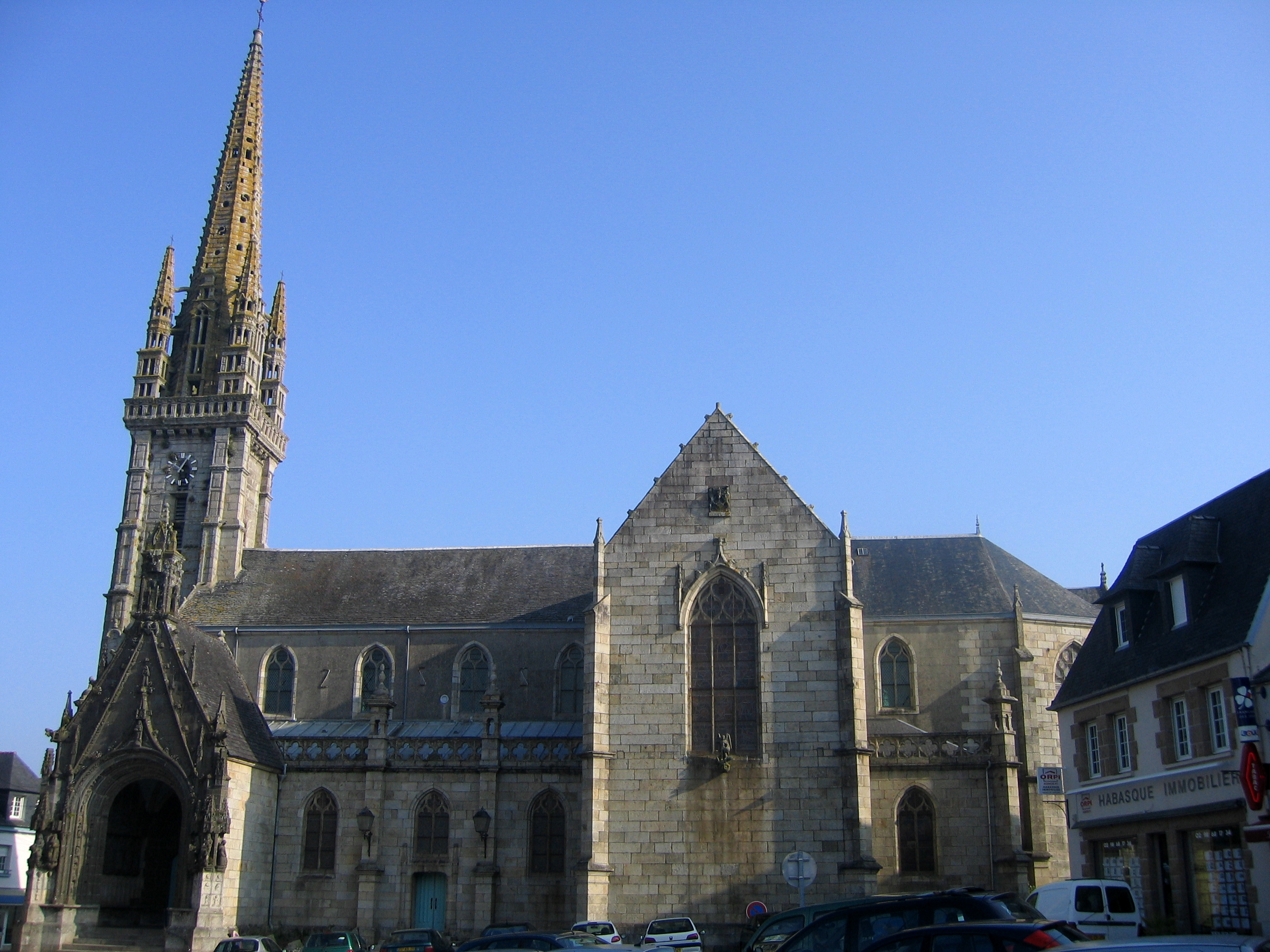
L'église.
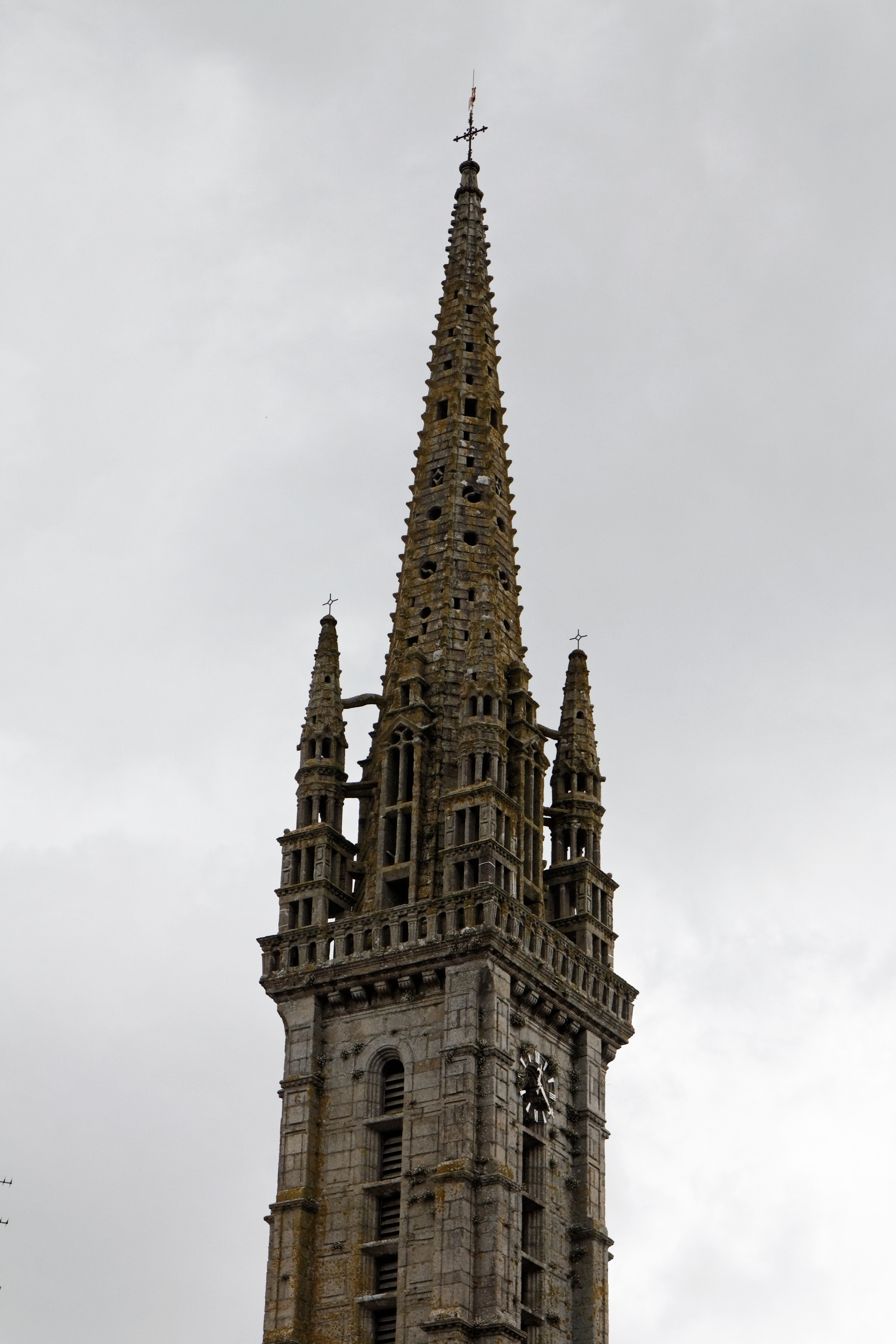
Clocher.
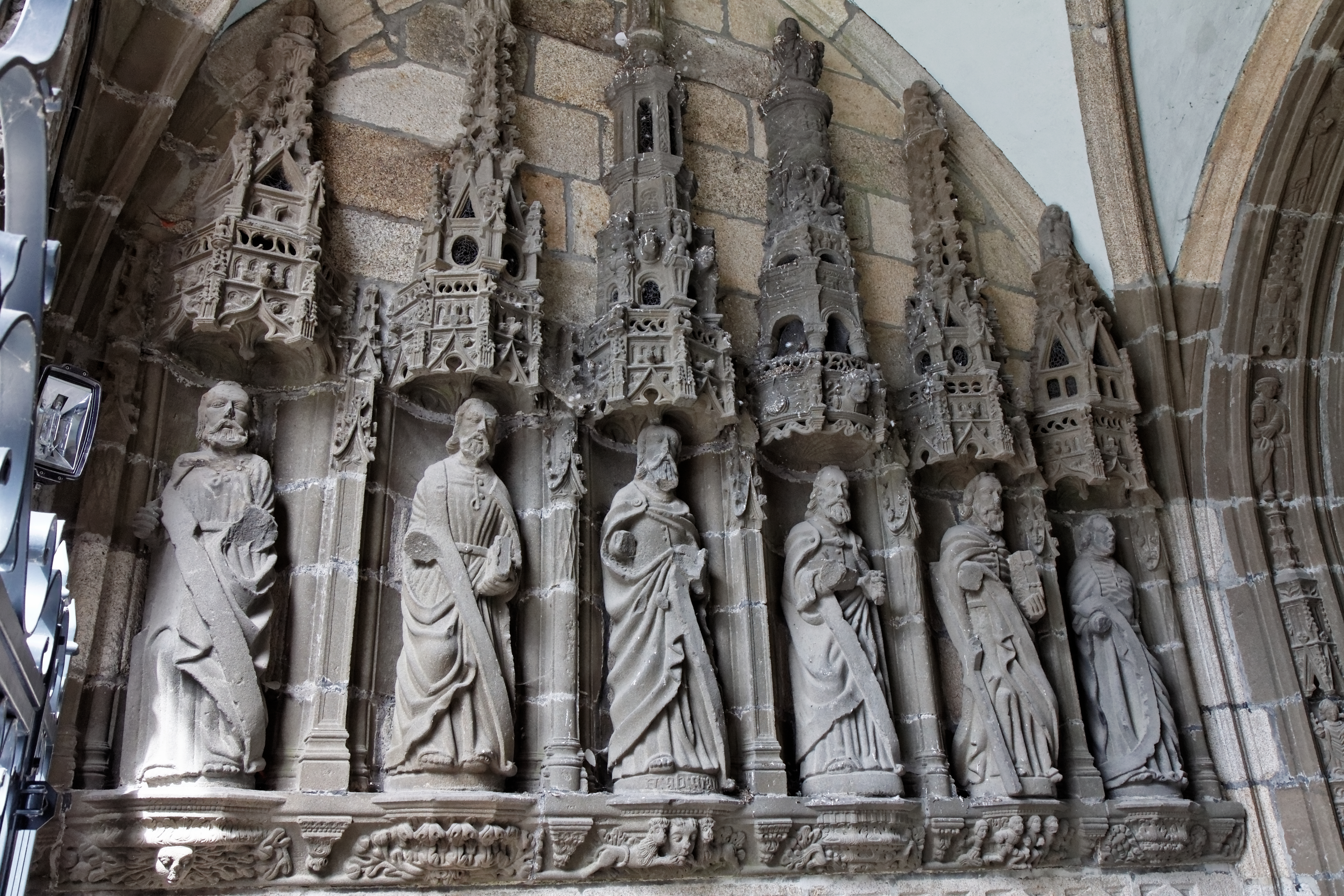
Six apôtres du porche de l'église.
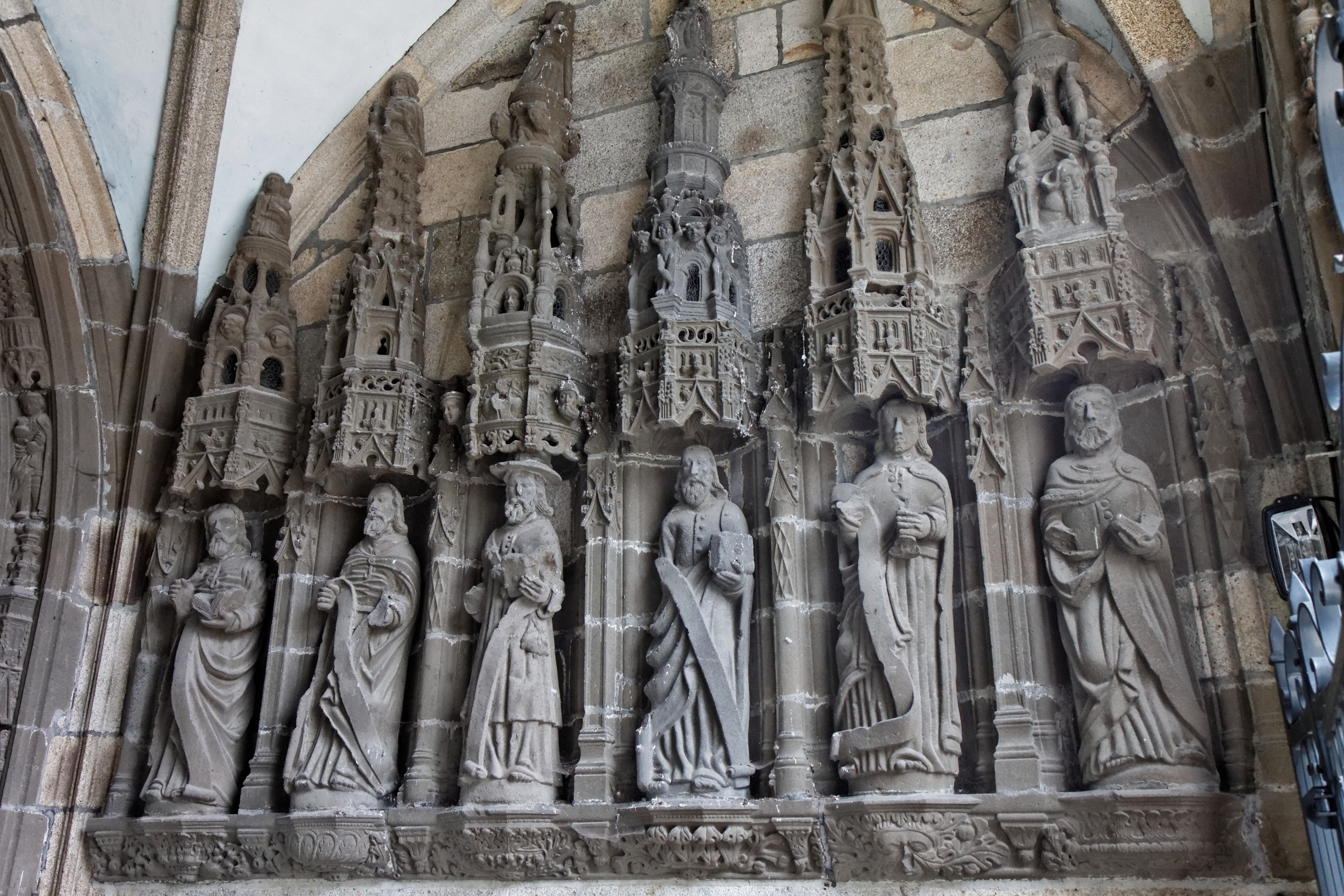
Les six autres apôtres du porche.
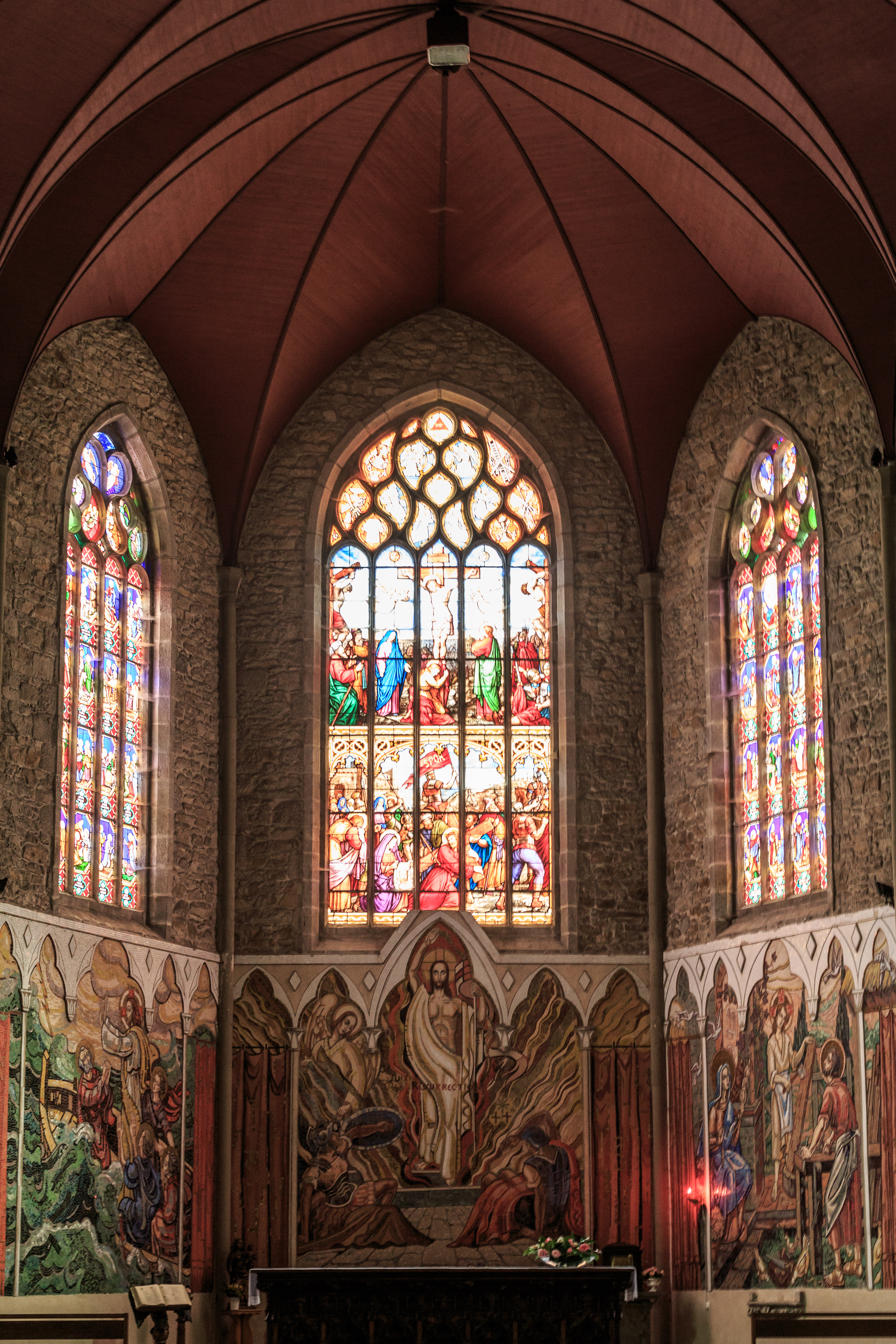
Le chœur.

- Chapelle Sainte-Anne ; il s'agit en fait de l'ancien ossuaire construit entre 1610 et 1620 et déplacé dans le nouveau cimetière lors de la construction de l'église Saint-Thuriau, qui s'accompagna de la destruction de l'ancien enclos paroissial afin d'aménager la place se trouvant devant l'église.

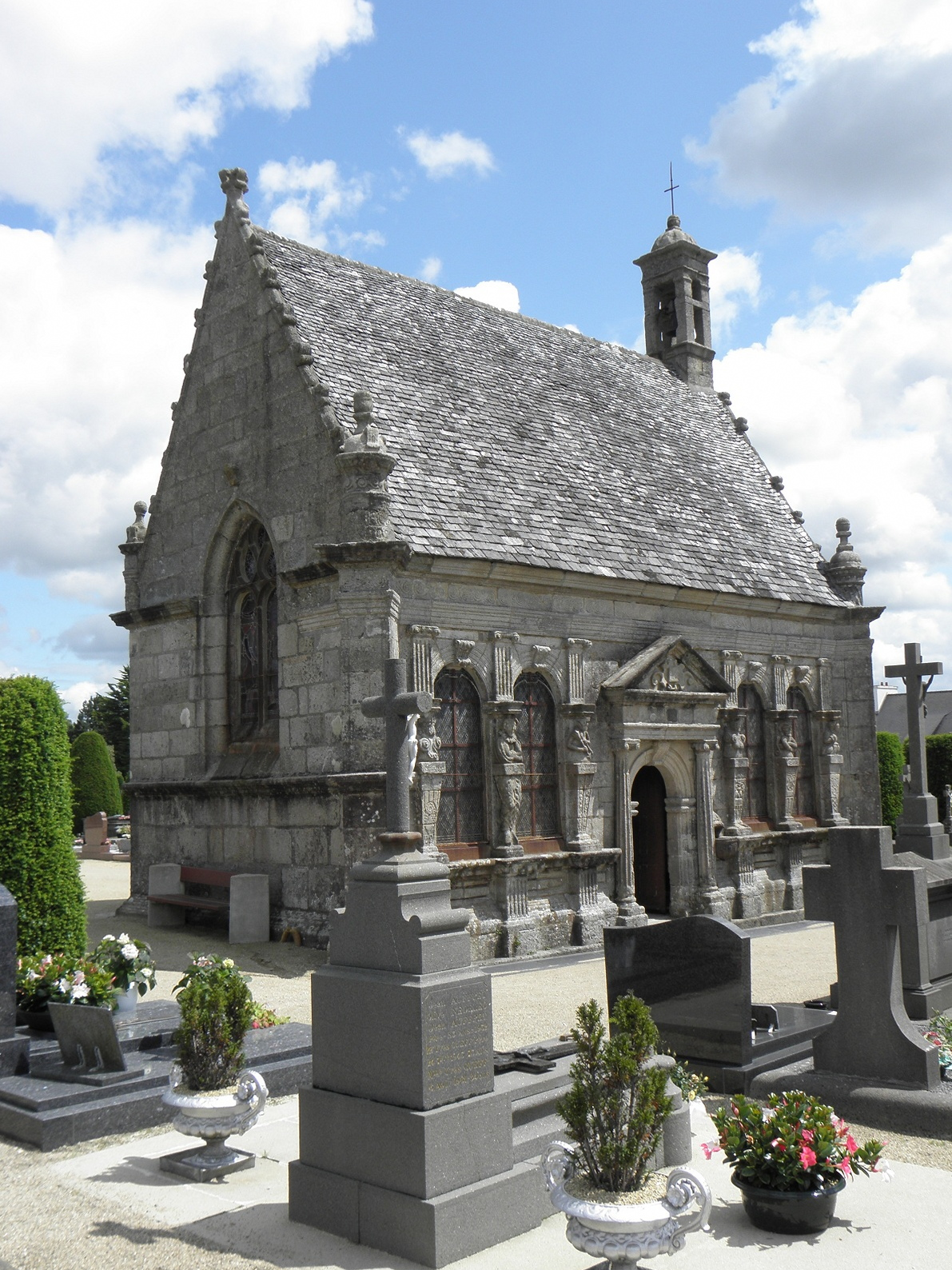
Chapelle Sainte-Anne dans le nouveau cimetière.
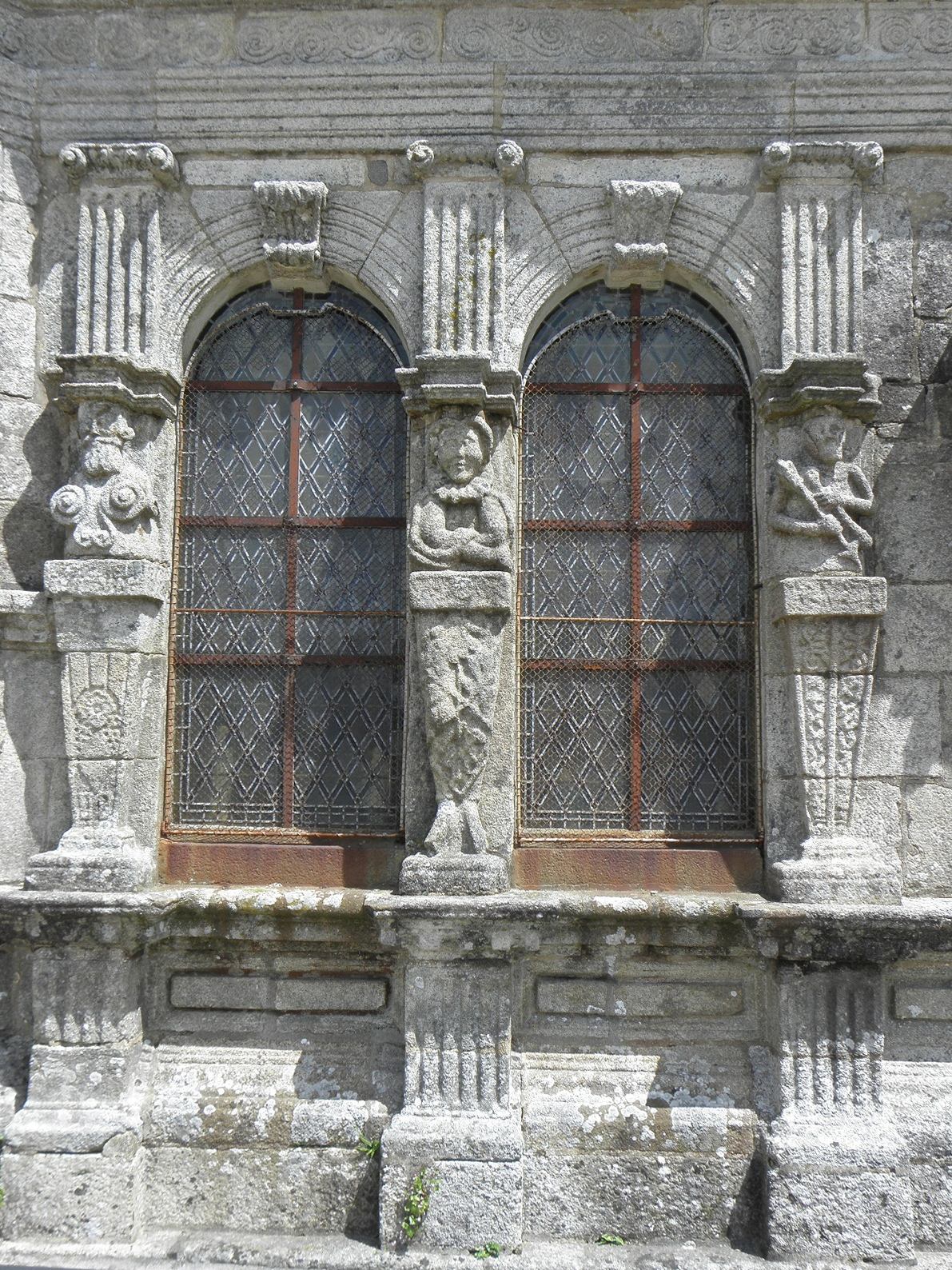
Fenêtres géminées à gauche, façade ouest.
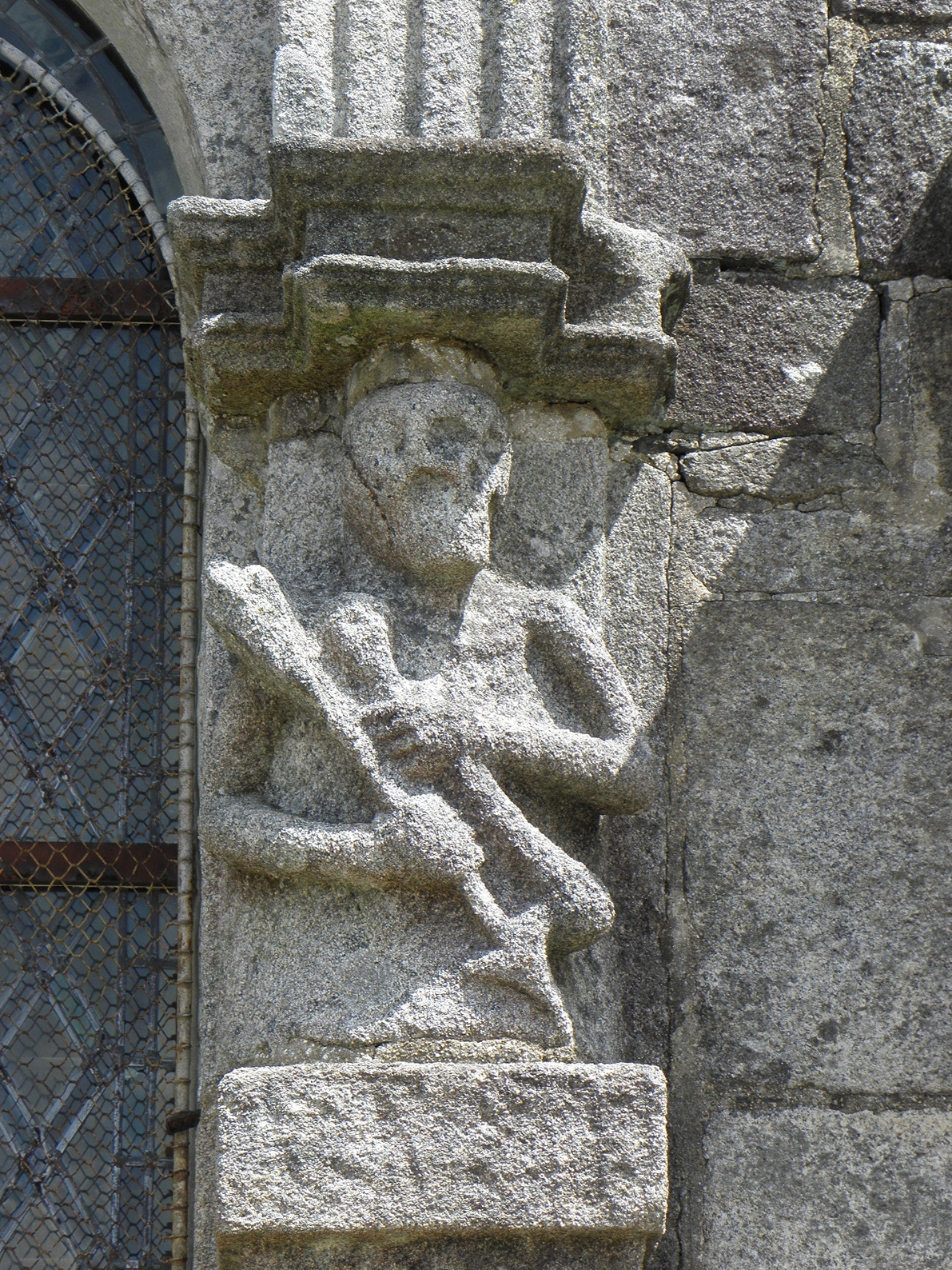
Détail sculpté de la façade ouest (l'Ankou).

- Les Halles, démolies en 1958.
- Le manoir de Créac'h Kellen, aujourd'hui reconverti en « espace culturel Lucien-Prigent ».
- La villa Tréanton (1925) œuvre de l'architecte Lionel Heuzé (1878-1970) et de son fils[112].
- L'hippodrome Croas-al-Leuriou, construit à la suite de la création de la Société des Courses Hippiques en 1911.

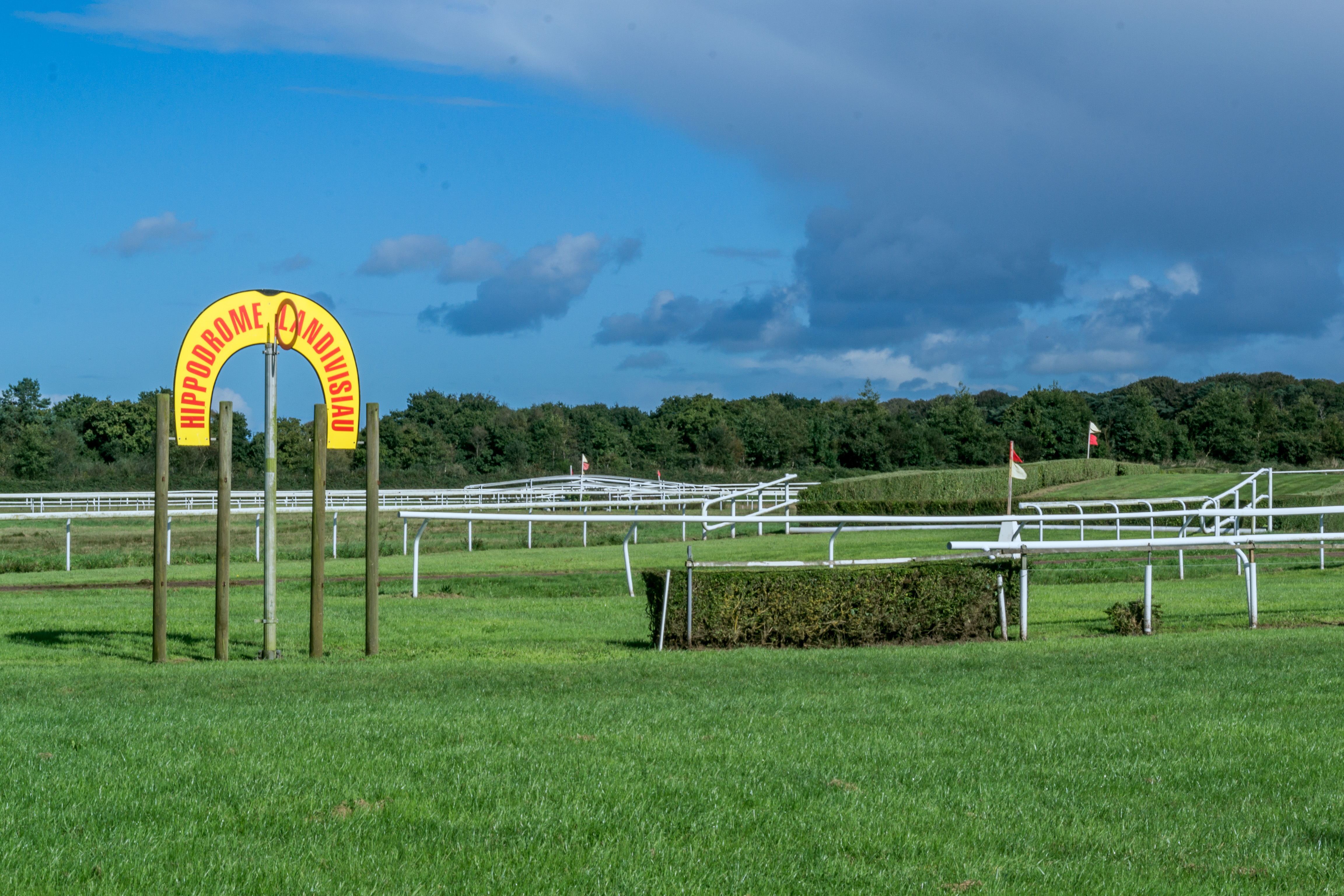
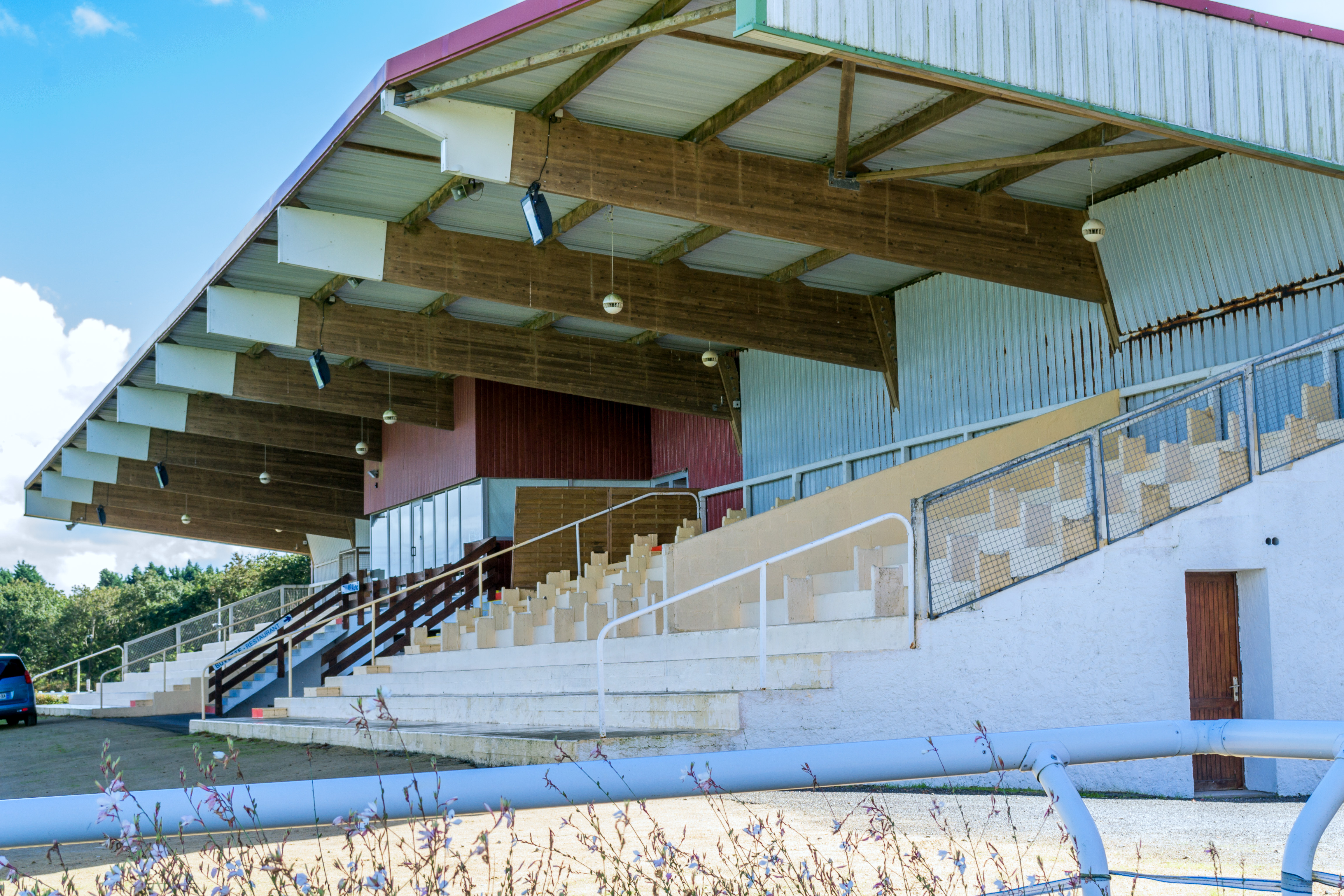

## Industrie

### Les principales usines
- C'est sur la zone du Fromeur qu'est située l'usine de production de béton Celtys[113], ainsi que le groupe Quéguiner Matériaux, leader breton dans la commercialisation de matériaux et de produits dérivés du béton.
- Un site de production Marine Harvest Kritsen : spécialisé dans le conditionnement et la préparation de saumons fumés y est implanté. L'usine est victime d'un incendie en 2018. L'usine est reconstruite pour reprendre la production en 2021. La marque est renommée Mowi[114]. En 2023 l'usine emploie 163 personnes, sans compter les 220 intérimaires saisonniers.
- Un site de production Mer Alliance Narvik : spécialisé dans le conditionnement et la préparation de saumons fumés y est implanté.
- Un site de production Tecnor-Sofac, fabricant d'aliments pour animaux d'élevage est implanté sur la commune' à proximité de la gare.
- La Sill met en service en 2021 dans la zone du Vern une tour de séchage de 47 mètres de haut destinée à produire chaque année 18 000 tonnes de poudre de lait infantile et 20 000 tonnes de poudre de lait classique, qui emploiera entre 70 et 80 salariés[115].

### Implantation d'une centrale au gaz
En décembre 2011, la municipalité a exposé en conseil extraordinaire un projet de Centrale au Gaz à Cycle Combiné (CGCC) de production d'électricité. Le projet, porté d'une part par la société Direct-Énergie et d'autre part par l'État avec le concours de la Région, suscite de nombreuses réactions citoyennes. Ainsi, le collectif GASPARE et plusieurs associations locales (dont « Landivisiau doit dire NON à la centrale ») entendent dénoncer le projet. Malgré l'opposition, la construction débutera en 2019 pour une livraison le 31 mars 2022.

## Culture

### Musique

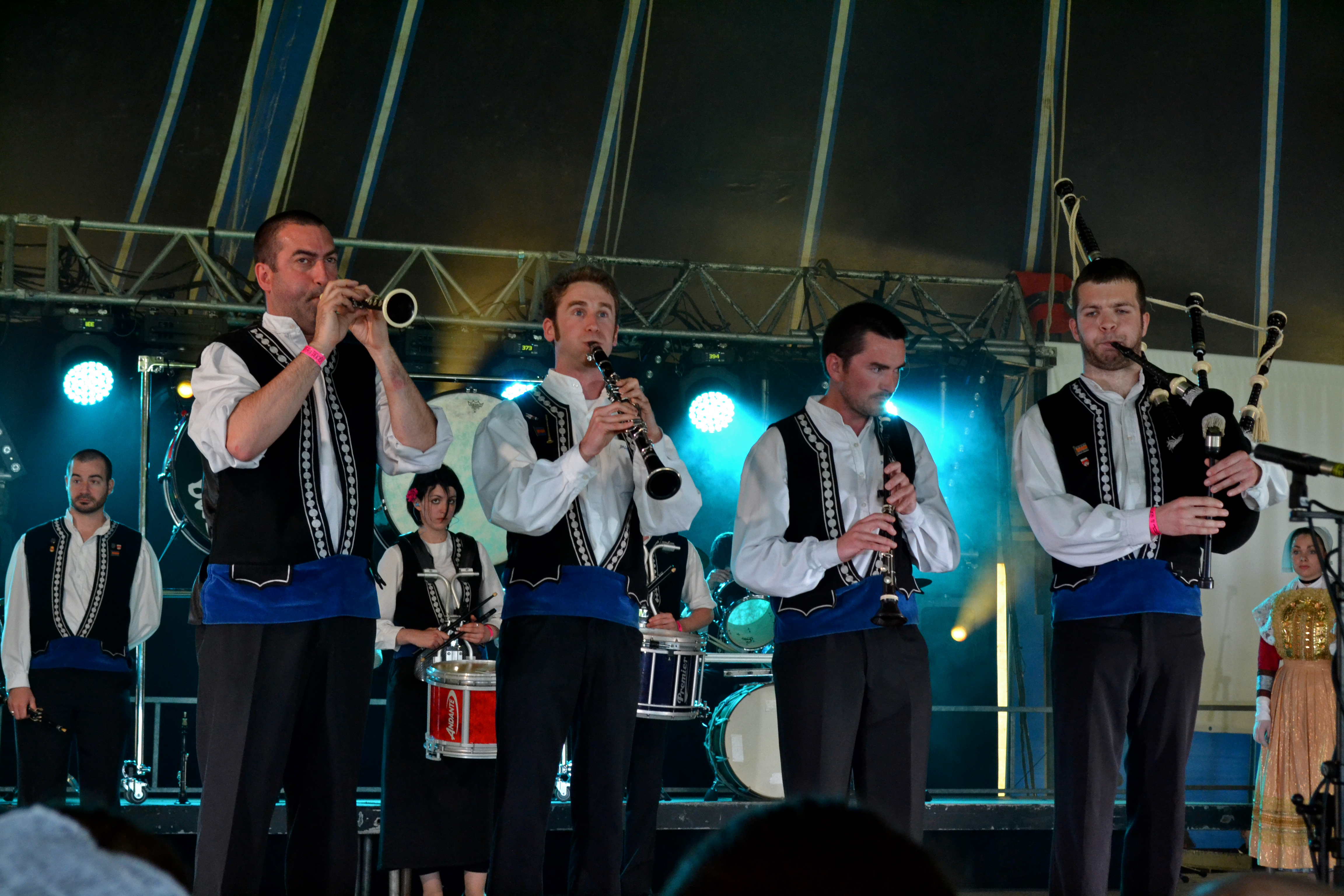
Le Bagad Landi lors du Gouel Bro Leon à Plouvorn en 2013.

- La ville de Landivisiau dispose d'une école de musique traditionnelle en relation avec le Bagad Landi.
- Le Bagad Landi est créé en 1959 par frère Dominique, professeur au collège Saint-Joseph. Il fête ses 50 ans le 13 juin 2009.
- Le cercle celtique Danserien Lann Tivizio. L'association a été créée en 2001 afin de valoriser le patrimoine breton, principalement issu du pays Chelgen, à travers ses danses, costumes, musiques, chants, etc. et surtout de continuer à le transmettre[118]. Les Dañserien veillent également à animer le territoire : fest-noz, conférences, spectacles, stages, etc.
- Au sein des groupes de musiques landivisiens, certaines formations se sont particulièrement distinguées sur la scène rock local (les Delta, Unlimited freak out, Venus portal, Skilabu, les sans talents, Torapatora…).
- Nevez Productions, entrepreneur de spectacles depuis 2016, dont le siège social se situe à Landivisiau, a été fondé et dirigé par Kilian Hamon, landivisien décédé en avril 2024. Spécialisé dans la production de spectacles autour de la musique bretonne et celtique, Kilian Hamon a conçu une création scénique originale en 2020, « Cœur de Bretagne »[119].

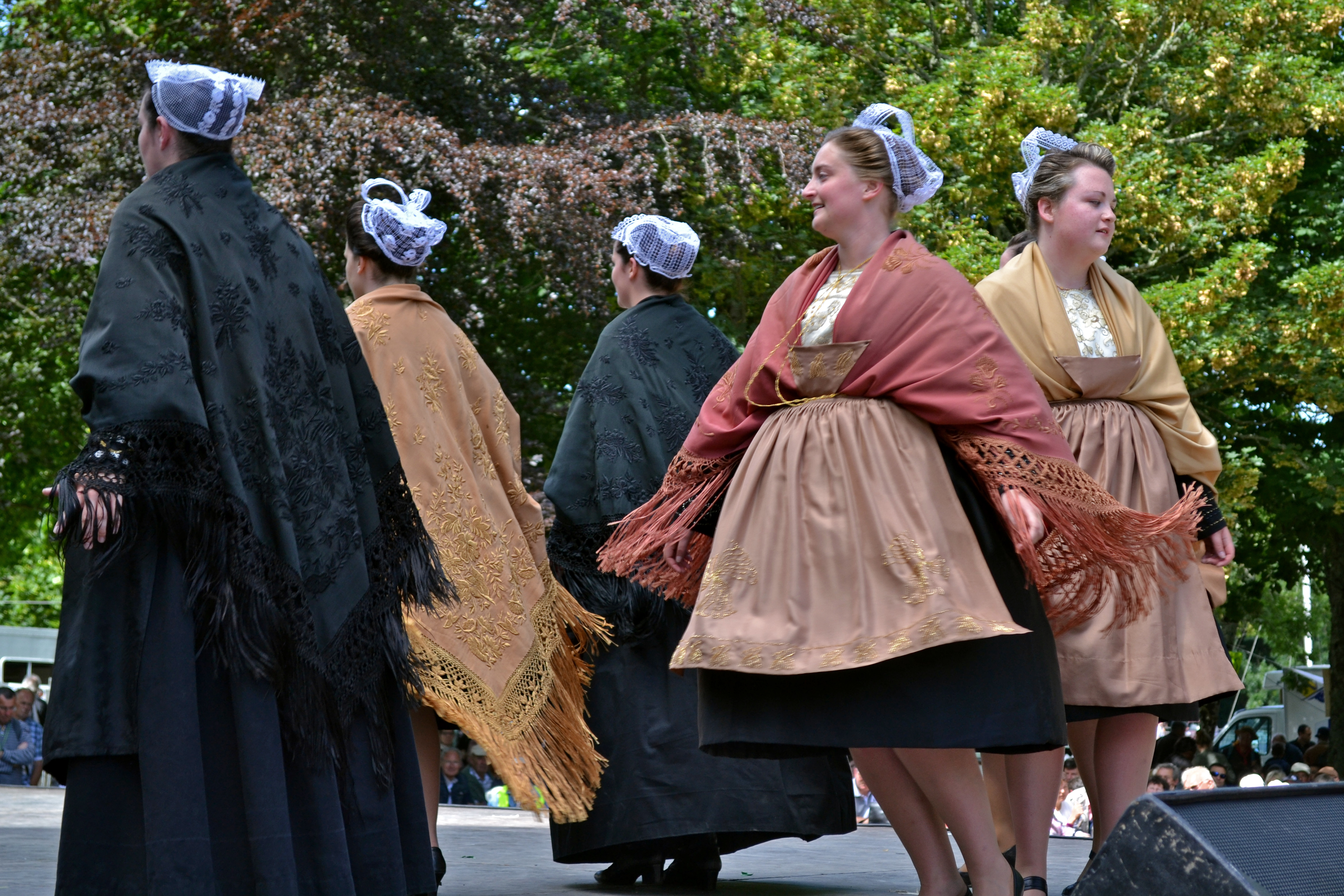
Le cercle celtique Danserien Lann Tivizio lors de la « Fête des brodeuses » 2014.
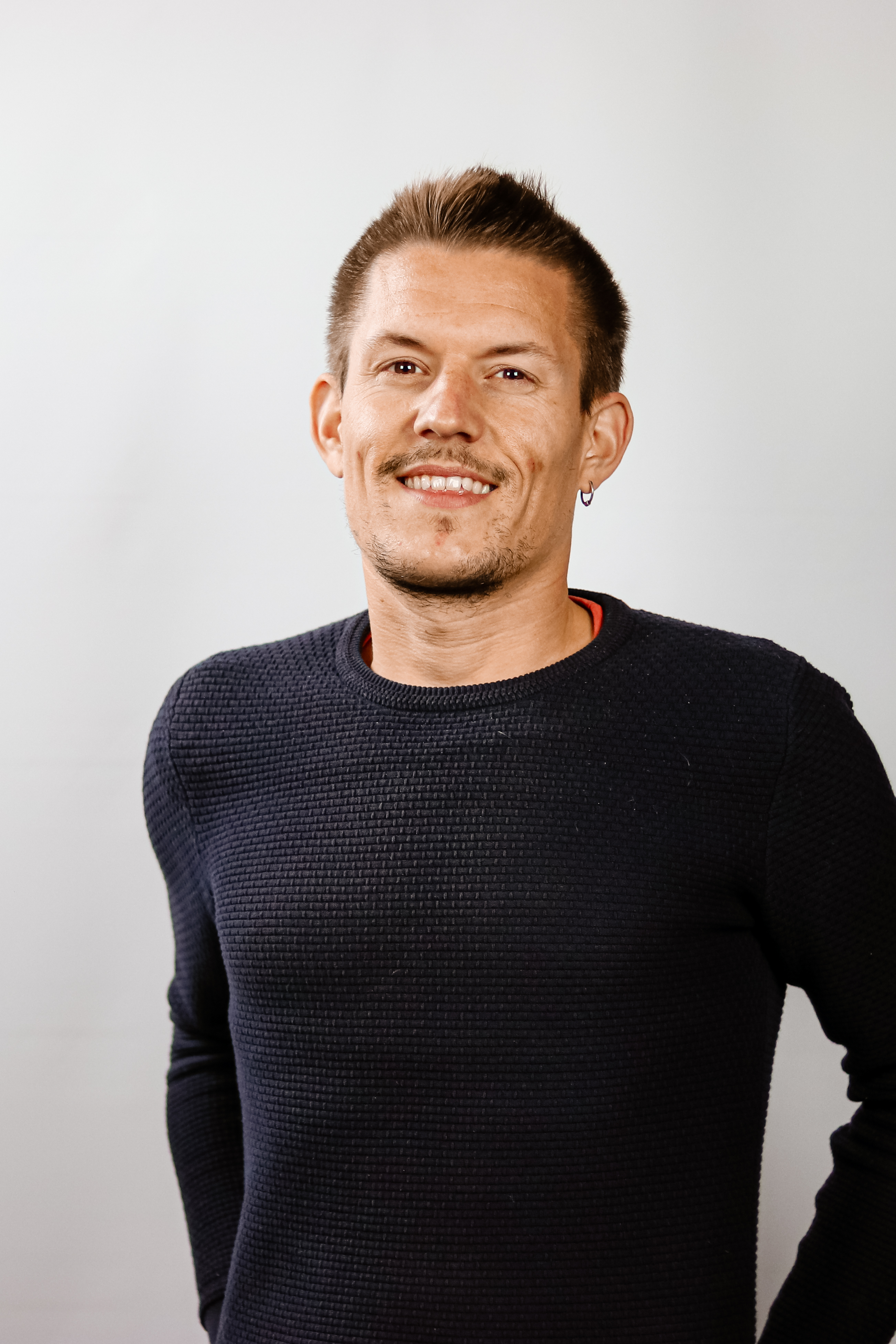
Kilian Hamon, fondateur de Nevez Productions

### Tableaux
- Maurice Le Scouëzec : Groupe à Landivisiau (1924, huile sur panneau) ; Bonnes sœurs et pensionnaires (Landivisiau).

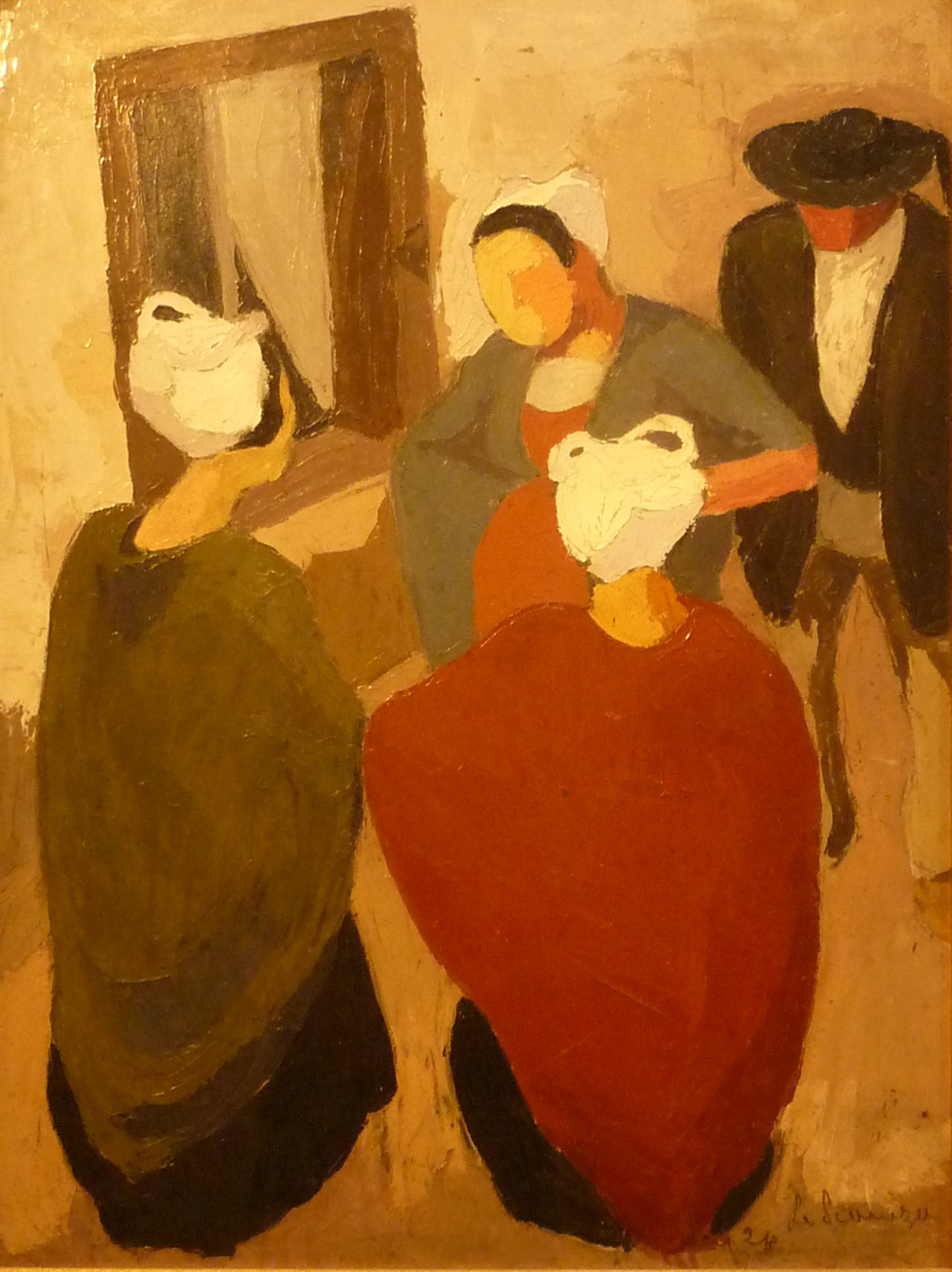
Maurice Le Scouëzec : Groupe à Landivisiau.
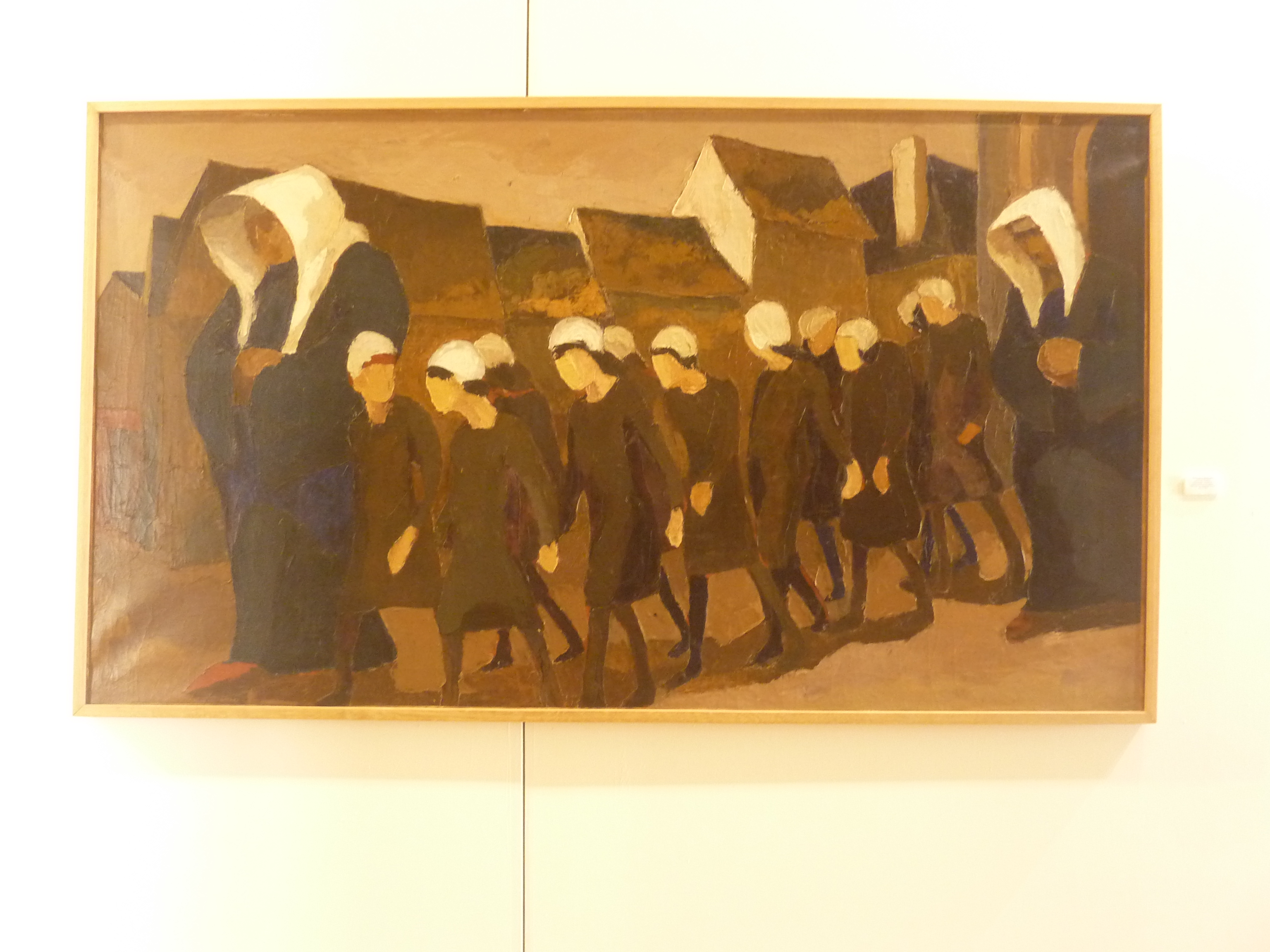
Maurice Le Scouëzec : Bonnes sœurs et pensionnaires (Landivisiau).

## Sports

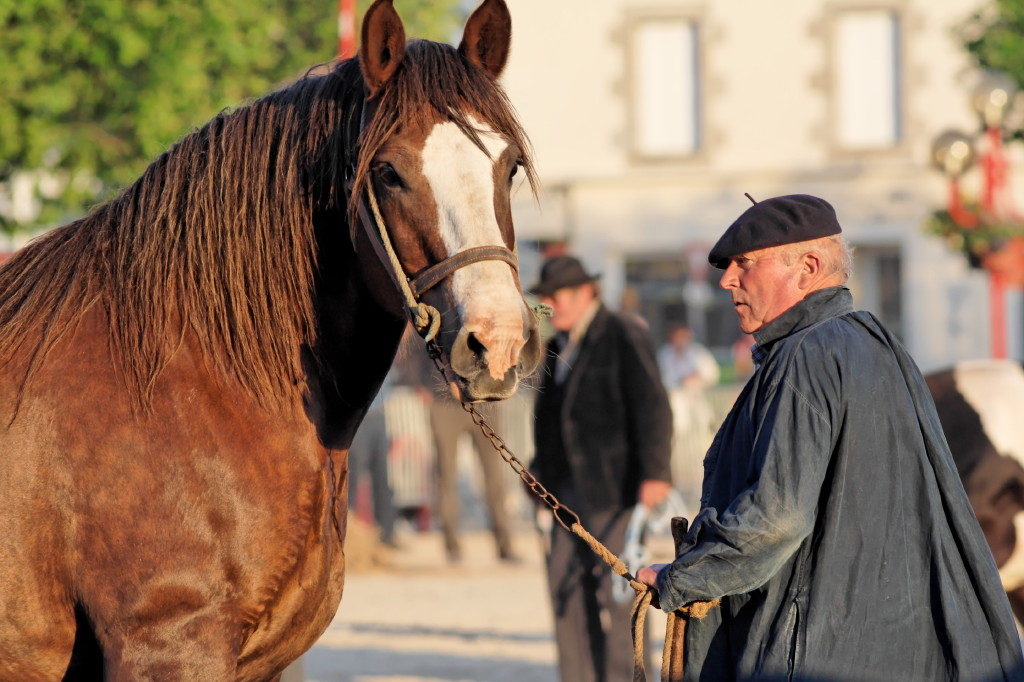
Cheval de trait lors d'une foire en 2006 dans la ville, qui dispose d'un club d'équitation et d'un hippodrome.

### Clubs
- Club de handball : Landi-Lampaul en entente avec celui de Lampaul-Guimiliau
- Club de football : Landi FC
- Club de tennis : TC Landi
- Club de tennis de table
- Club de Natation : Pays de Landi Natation
- Club de basket : LBA (Landi Basket Association)
- Club de rugby : R.C.L (Rugby Club Landivisien)
- Club d'équitation
- Club Athlétique Landivisiau : Léon-Trégor-Atléthisme (Avec Morlaix et Saint-Pol-de-Léon)
- Club de Badminton
- Club de Judo : JUDO Club landivisien
- Club de Taekwondo
- Club de tir à l'arc : les archers landivisiens
- Club de Gymnastique : GST (Gas de Saint Thivisiau)
- Danse classique : Le pont des arts
- Cercle Celtique Danserien Lann Tivizio

### Compétitions
- Grand Prix Gilbert-Bousquet, course cycliste disputée tous les ans au mois de mars, faisant partie du calendrier élite nationale de la FFC.

## Personnalités liées à la commune
- François Le Saint (1833-1868), explorateur, est né au lieu-dit de Pont-Croix.
- Xavier Grall, journaliste, poète et écrivain breton né le 22 juin 1930 à Landivisiau (Finistère) et mort le 11 décembre 1981 à Quimperlé (Finistère). Il est inhumé au cimetière de Landivisiau.
- Jacques Burel, peintre né en 1922 à Oissel (Seine-Maritime) de parents d'origine landivisienne et décédé en 2000 à Landivisiau.
- Aude Biannic, coureuse cycliste, y a passé toute sa scolarité.
- Henri Le Guen, écrivain-poète depuis ses trente ans à Landivisiau, né le 7 avril 1963, de formation ingénieur-manager.
- Luc Le Vaillant, journaliste, y est né en 1958.
- Jérémie Beyou, navigateur, triple vainqueur de la solitaire du Figaro, y est né en 1976.
- Christophe Adam, chef pâtissier français, y est né en 1972.
- David Gaudu, coureur cycliste, y est né en 1996.